# クリスティアーノ・ロナウド
クリスティアーノ・ロナウド・ドス・サントス・アヴェイロ（Cristiano Ronaldo dos Santos Aveiro GOIH、ポルトガル語発音: [kɾɨʃtiˈɐnu ʁuˈnaɫdu]、1985年2月5日 - ）は、ポルトガル・マデイラ諸島フンシャル出身のサッカー選手。サウジ・プロフェッショナルリーグ・アル・ナスルFC所属。ポルトガル代表。ポジションはフォワード。身長185cm、体重85kg。

## 概要
サッカー関係者から世界最高のサッカー選手と評されている。サッカー史上最多得点記録保持者。代表戦史上最多出場記録保持者。史上初となるFIFAワールドカップ5大会連続ゴール。UEFAチャンピオンズリーグにおいて5度の優勝を経験しており、イングランド・プレミアリーグで3度、スペイン・ラ・リーガで2度、イタリア・セリエAでも2度優勝し、欧州三大リーグで優勝した史上初の選手となった。またその全てで最優秀選手と得点王を獲得し、リーグ戦、カップ戦、スーパーカップで優勝した唯一の選手である。
歴代2位となる5度のバロンドールを受賞している。UEFAチャンピオンズリーグでは歴代最多の7度得点王を獲得しており、その内の6度は連続での得点王である。レアル・マドリードの通算最多得点記録、UEFAチャンピオンズリーグの通算最多出場・得点・アシスト記録、同シーズン最多得点記録、FIFAクラブワールドカップの通算最多得点など記録を打ち立てている。ポルトガル代表の歴代最多出場、最多得点記録の保持者。UEFA欧州選手権の通算最多出場、最多得点記録保持者。UEFA EURO 2016とUEFAネーションズリーグ2018-19とUEFAネーションズリーグ2024-25では、キャプテンとしてポルトガルを優勝に導いている。
愛称はCR7、ロニー。日本語圏ではクリロナの愛称で親しまれ、メディアがCロナと表記することもある。テレビやスポーツ紙の多くは「ロナウド」と表記しているが、読売新聞や朝日新聞などの一般紙ではポルトガル語人名表記の原則通りに「ロナルド」とすることが多い。
アメリカの経済誌フォーブスによると、2016年から2年連続で世界で最も年収の多いアスリートに輝き、2020年に生涯収入が10億ドルを越えた。2016年11月、FOXニュースなどはCロナウドがスポーツブランドメーカーナイキ社と1160億円を超える契約金で生涯スポンサード契約を結んだことを発表した。これは、個人が企業と結んだスポンサー契約料としては史上最高額である。
なお、2016年にはタックスヘイブンを利用した脱税疑惑をかけられたことをきっかけにスペインの財務当局に提出した2015年の1年分のロナウドの財務記録がマスメディアに公開されており、それによりクリスティアーノ・ロナウドの本当の年収は2015年の時点で270億円以上であることが判明したこの年収270億円以上だったという事実は当時、フォーブスが予想していた約90億円という金額を3倍近くも上回っており、世界中でニュースになった。
2023年にはサウジアラビアのサウジ・プロフェッショナルリーグのアル・ナスルFCと税金が引かれた後の手取り年俸700億円で契約を結んだことが世界的なニュースとなった。
Instagramのフォロワー数は6億6000万人を超えており、個人のアカウントとしては世界で最も多い（全体としては、Instagramの公式アカウントに次ぐ2位）。また、Instagramに1つの投稿を行うだけで1投稿につき約323万ドル（約4億7000万円）以上の広告収入を得ていることが判明しており、2020年にはInstagramの投稿だけで年間で約4780万ドル（約52億円）の広告収入を稼いでいたことが判明している。
2024年には、サウジ・プロフェッショナルリーグで1シーズンにおける最多得点での得点王に輝き、史上初の4つの異なるリーグで得点王を獲得した選手となった。

## 経歴

### 幼少期
1985年2月5日、ポルトガルのマデイラ諸島フンシャルで庭師のジョゼ・ディニス・アヴェイロと調理師のマリア・ドロレス・ドス・サントス・アヴェイロの間に、三男二女の末子として出生。複合名の第二要素である「ロナウド」は、父ディニスのお気に入りの俳優であったロナルド・レーガン元アメリカ合衆国大統領にちなむ。
ロナウドの曽祖母（父方の曾祖母）ローザ・イザベル・ダ・ピエダデはカーボベルデ出身のムラートで、白人のジョゼ・アベイロ（父方の曾祖父）と結婚し、息子のウンベルト（父方の祖父）がフィロメーナ（父方の祖母）と結婚し6人の子をもうけ、その中の一人がロナウドの父ディニスである。そのため、ロナウドは8分の1はカーボベルデ人ということになる。
父ディニスはかつてポルトガルの植民地戦争に参加しており、その後遺症からアルコール依存症となっていた。母マリアはそれに苦しんでおり、ロナウドを妊娠している時に人工中絶を考えたと明かしている。
ディニスは公務員として働くかたわら、地元のCFアンドリーニャというサッカークラブの管理を手伝っており、また従兄弟のヌーノもアンドリーニャでプレーしていたことから、ロナウドはこのクラブで6歳のときにサッカーを始める。サッカーを始めた当初はセンターバックであったが、徐々にポジションを上げFWとしてプレーするようになった。幼い頃から才能に恵まれていたが、チームが負けると悔しさから泣いたりし、「泣き虫」（英語: crybaby）のあだ名を付けられていた。また、子供の頃に目標だったポルトガル代表の選手として、ルイス・フィーゴ、ルイ・コスタ、フェルナンド・コウトを挙げている。
4年後の1995年にアンドリーニャに在籍していた人物が運営するCDナシオナルに入団。1997年の復活祭の休みを利用し、祖父に連れられてスポルティングCPのトライアルを受けた。好きなチームはスポルティングのライバルであるSLベンフィカであったが、スポルティングのファンであった母親に説得されてユースに入団し、母親と共にリスボンへ移住。スポルティングのユース入団に際し、スポルティングはナシオナルに対して2万5千ユーロの移籍金を支払った。

## クラブ経歴

### スポルティングCP
スポルティングCP入団後は急成長をみせてユースを駆け上がり、スポルティングの歴史で初めてとなる1シーズンでU-16、U-17、U-18、Bチーム、トップチームで試合に出場した選手となった。2002年10月7日のモレイレンセ戦で初先発を果たすと、クラブ史上最年少ゴールを含む2得点を奪った。しかしその後、すぐにリスボンを離れることになる。

### マンチェスター・ユナイテッド
2003年8月に行われたマンチェスター・ユナイテッドとの親善試合後、そのセンスに刮目したアレックス・ファーガソンがロナウドを呼び出して雑談を交わした。ロンドンに帰国する機内で所属選手らに獲得すべきか問うたところ、ロイ・キーンやルート・ファン・ニステルローイらがファーガソンに直接獲得を薦めるなどした。マンチェスター・ユナイテッドでアシスタントコーチを務めていたカルロス・ケイロスは、ロナウドがデビューした時から注目しており、ロナウドの獲得をいち早くファーガソン監督に進言していた。ロナウド獲得には当時リヴァプールやアーセナルも積極的に動いており、2002年11月にアーセン・ベンゲルとスタッフからアーセナルの練習グラウンドに招かれたほか、リヴァプールに移籍することは夢であると語るなどしていたが、プレミアリーグ2003-04シーズン開幕3日前の8月10日に、10代の選手への移籍金としては当時イングランド史上最高額の1224万ポンド、5年契約でマンチェスター・ユナイテッドへ移籍した。移籍当初はスポルティングCPでつけていた28番を望んでいたが、デビッド・ベッカムがレアル・マドリードへ移籍したことで空いた7番の着用をファーガソン監督から言い渡された。
プレミアリーグ2003-04シーズン、オールド・トラッフォードにボルトンを迎えての開幕戦に控えとしてメンバー入りし、後半16分からの途中出場でプレミアデビュー。デビュー戦後、クラブのレジェンドであるジョージ・ベストは「間違いなく最もエキサイティングなデビュー」と称賛した。以後、比較的先発で出場することが多くなるが、控えと先発を行き来するような状態で、ファーガソンが上手く振り分けて成長を促していたとされる。また、2005年10月29日のミドルズブラ戦では、クラブのプレミアリーグ通算1000ゴール目となるメモリアルゴールを決めた。

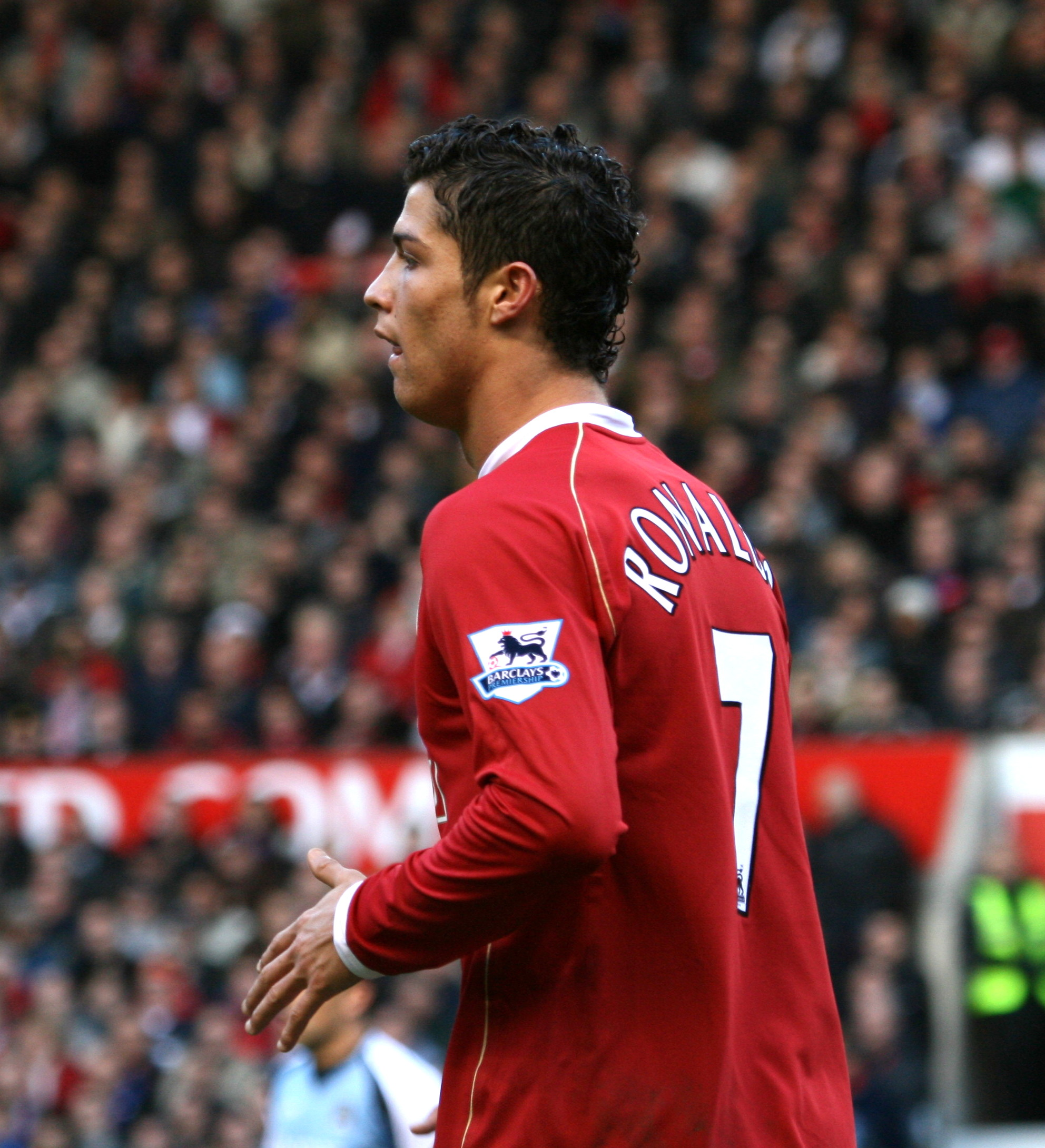
2006年

2006-07シーズンは17ゴール14アシストと共に自己最多を記録し、チームの優勝に貢献。自身も1977年のアンディ・グレイ以来30年ぶり史上2人目となるPFA年間最優秀選手賞とFWA年間最優秀選手賞をダブル受賞した。ファンの投票による年間最優秀選手賞にも選ばれ、史上初の三冠達成を果たした。また、2006年11月、12月にプレミアリーグ月間MVPを2か月連続で受賞。ロビー・ファウラーとデニス・ベルカンプに続くプレミア史上10年ぶり3人目の快挙となった。バロンドールの投票ではカカに次ぐ2位となった。
2007-08シーズンは開幕から驚異的な速さでゴールを量産し、公式戦通算42得点を記録した。リーグでは31得点で得点王となり、チームのリーグ2連覇に欠かせない存在であった。PFA年間最優秀選手賞とFWA年間最優秀選手賞を2シーズン連続で受賞。2008年3月19日の対ボルトン戦では、初めてキャプテンマークを巻いて出場した。
2007-08シーズンのUEFAチャンピオンズリーグでも8得点を挙げて得点王を受賞。マンチェスター・ユナイテッドの9シーズンぶり3回目のチャンピオンズリーグ優勝の立役者となった。2008年5月21日に行われた決勝戦では、チェルシーから先制ゴールを奪うも、チェルシーもフランク・ランパードが同点ゴールを決めて反撃。延長戦でも決着がつかずPK戦となり、ロナウドは3人目のキッカーを務めるもペトル・チェフにコースを読み切られて失敗。しかし、チェルシーも5人目のキッカーのジョン・テリーが雨でぬかるんだピッチに足を滑らせて痛恨のミスキックで失敗し、その後エトヴィン・ファン・デル・サールがニコラ・アネルカのキックをセーブし、マンチェスター・ユナイテッドの勝利が決定した。これらの活躍により、この年のバロンドールとFIFA最優秀選手賞をダブル受賞した。

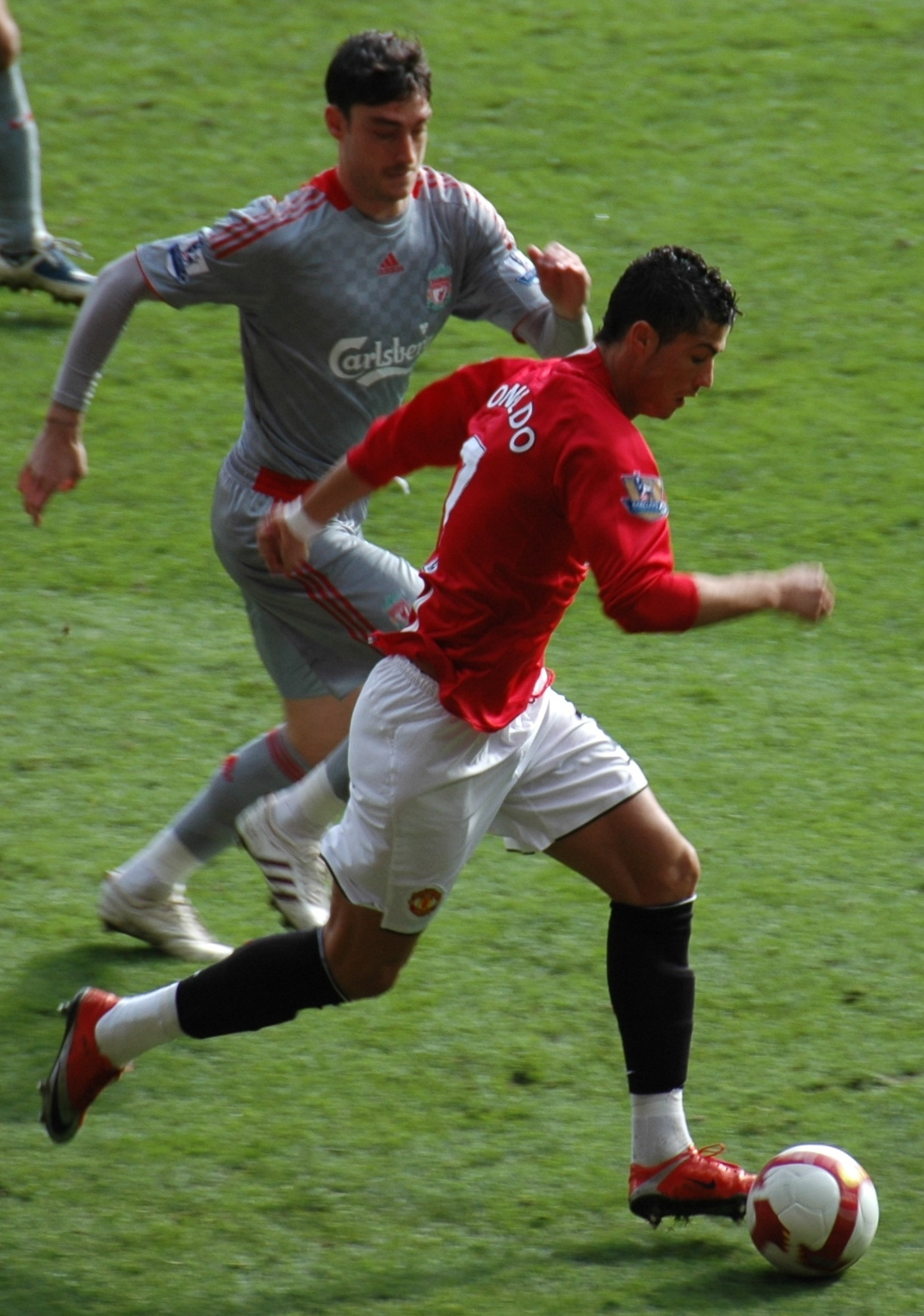
2009年

2008年夏、かねてよりロナウド獲得を目指していたレアル・マドリードが、移籍成立は時間の問題とメディアを通じてアピールしたことによりロナウドをめぐる移籍騒動が勃発。正式なオファーを出さないまま一方的な発表を行ったことに対してマンチェスター・ユナイテッド側が猛反発し、法的手段も辞さない構えを見せるなど話が大きくなる。ロナウド自身はこの騒動に関し公には沈黙を守っていたが、「子供の頃からの憧れのクラブであるレアル・マドリードへの移籍が実現するかもしれない」と気持ちが傾いていた事を残留宣言の中で認めている。最終的にファーガソン監督と話しあった結果、ロナウドは残留を決意し、マンチェスター・ユナイテッド公式ホームページに残留宣言が掲載された。その中で今回の移籍騒動については「（両クラブやその関係者にではなく）自分に責任がある」としている。
2008年11月15日のストーク・シティ戦ではフリーキックからクラブ100得点目を記録した。ちなみに同じ試合で再びフリーキックから101得点目も記録している。2009年4月15日のポルト戦で決めた約40ヤードのミドルシュートは、その年最も美しかったゴールに贈られるプスカシュ賞を受賞した。
2009年夏には移籍を希望し、マンチェスター・ユナイテッドも、レアル・マドリードとの移籍交渉を許可した。

### レアル・マドリード

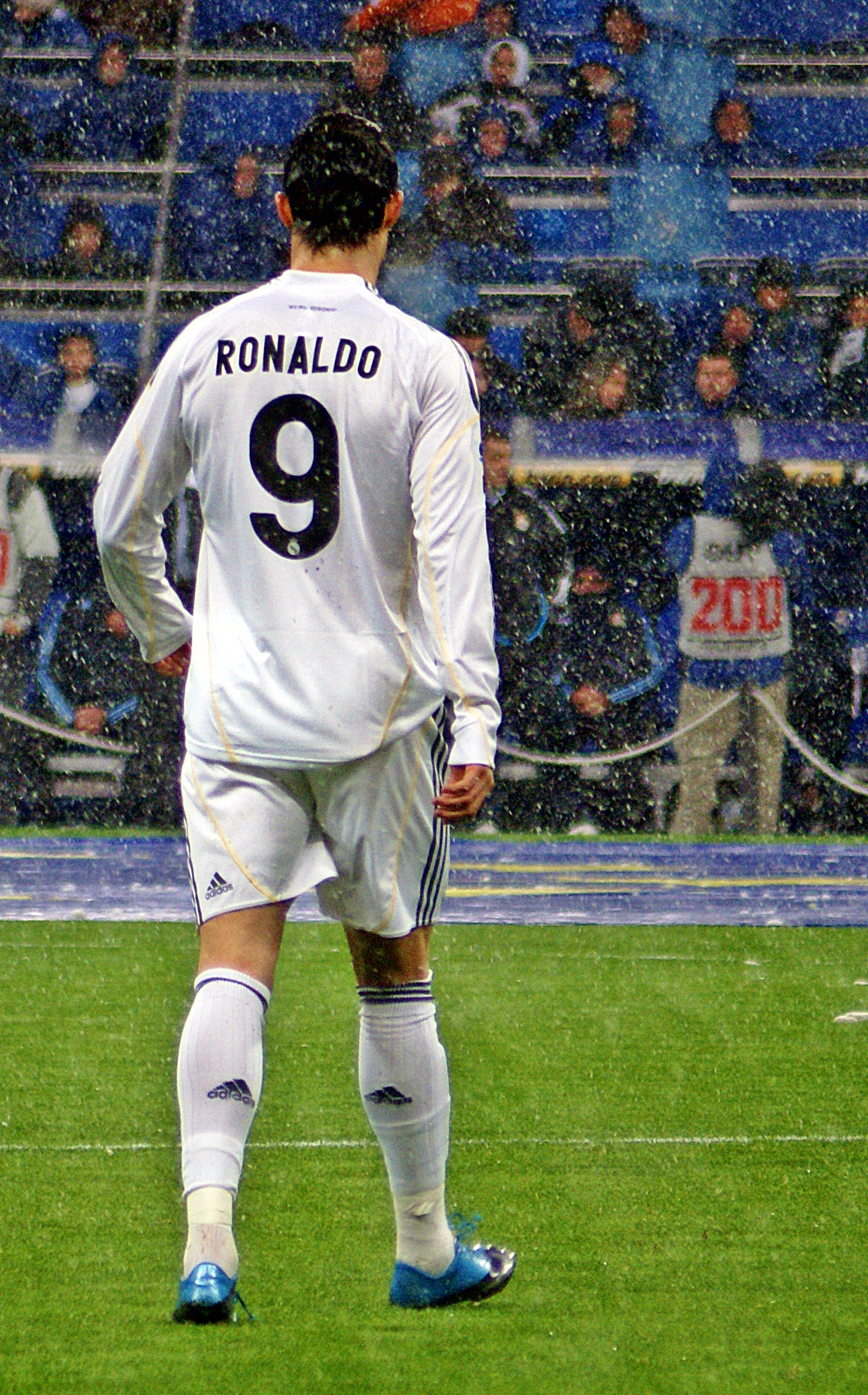
2010年

フロレンティーノ・ペレスが2度目の会長就任を果たしたレアル・マドリードは、打倒バルセロナを目標に掲げ、6月11日にジネディーヌ・ジダンの記録を上回る当時のサッカー界史上最高額の8000万ポンドの移籍金で、ロナウドを獲得した。この年のレアル・マドリードは、ロナウド以外にもバロンドール受賞経験者のカカやリーグ・アンのオリンピック・リヨンの若きエース、カリム・ベンゼマなどの選手を獲得した。7月6日、レアル・マドリードの本拠地サンティアゴ・ベルナベウで入団発表が行なわれ、背番号は9番と発表された。入団発表には約10万人のファンが集まった。1984年にSSCナポリに加入したディエゴ・マラドーナの7万5000人を抜き、史上最多の人数がつめかけたお披露目式となった。また、ロナウドのユニフォームはマドリード市内だけで120万枚を売り上げ、高額な移籍金を地元のユニフォーム売り上げのみで回収した。7月21日のシャムロック・ローヴァーズFC戦でデビュー。翌週のLDUキト戦ではPKから初得点を挙げた。8月29日のデポルティーボ・ラ・コルーニャ戦でリーガ・エスパニョーラデビューを飾ると、PKで初得点も決めた。
移籍初年度は怪我で出遅れたにもかかわらずリーグ3位の26得点を記録。UEFAチャンピオンズリーグではチームはベスト16に終わったものの、自身は6試合で7ゴールを挙げ得点ランキングで試合数が少ないにも関わらず2位タイとなった。10月には足首の怪我によりクラブでの試合のほかハンガリー代表との試合にも出場できなかった。その怪我は、魔術師の呪術によるものであるとの報道も流れた。
翌年は、キャプテンであるラウル・ゴンサレスのブンデスリーガ・シャルケ04への移籍により念願であった背番号7を背負うことになった。ポジションも中央から左ウイングに移って前シーズンを上回るペースで得点を量産。10月22日のラシン・サンタンデール戦ではキャリア初の1試合4得点を記録し、その月は13得点を挙げて自身の月間最多得点記録も更新した。その後もレアル・マドリードで驚異的なペースで得点を量産し、クラブ史上最速での通算50得点を記録した。FCバルセロナとのコパ・デル・レイ決勝では、0-0で迎えた延長前半にアンヘル・ディ・マリアのクロスからヘディングで決勝ゴールを奪い、自身が勝負弱いという批判を一蹴すると共に、レアル・マドリードにとって18年ぶりとなる国王杯優勝へ導いた。5月10日のヘタフェCF戦ではリーガ史上初となるシーズン6度目のハットトリックを達成。シーズンの全大会での総得点数を47とし、1959-60シーズンにフェレンツ・プスカシュが記録したクラブ記録を更新した。最終節のUDアルメリア戦でも2得点を挙げリーガ通算40得点とし、1950-51シーズンのテルモ・サラ、1989-90シーズンのウーゴ・サンチェスの38得点を破るリーガシーズン最多得点記録を更新してリーガ得点王に輝いた。

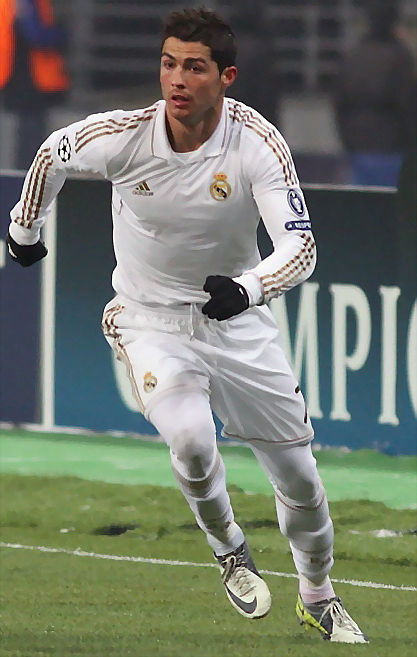
2012年

2012年2月12日のレバンテUD戦でハットトリックを記録。サンティアゴ・ベルナベウでの通算4000点目でもあった3点目のミドルシュートは多くのメディアから賞賛された。3月24日のレアル・ソシエダ戦で2得点を挙げ、史上最速となる通算92試合目の出場でリーガ通算100得点を記録した。それまでの最速記録はフェレンツ・プスカシュの105試合であり、ロナウドは13試合と大幅に記録を更新したことになった。また、シーズン通算100試合目の出場となった5月5日のグラナダCF戦で得点し、リーガ通算100試合の出場で111得点とし、これまでの記録であったプスカシュの97得点を大幅に塗り替えた。2011-12シーズンは昨シーズンを超えるリーガ46得点、シーズン60得点を記録。得点王こそリオネル・メッシに譲ったものの、レアル・マドリードのリーガ史上初となる勝ち点100での優勝に大きく貢献した。また、リーガではプリメーラ・ディビシオンに参加している、レアル・マドリード以外の19クラブ全てからゴールを挙げた。
2012年9月2日のグラナダCF戦では同シーズンのリーグ初得点を含む2得点を挙げて、第3節にしてリーガ初勝利に貢献した。また、1点目は国内リーグにおけるキャリア通算200得点目となり、2点目はレアル・マドリード通算150得点目となった。しかしロナウドは、2得点を挙げたにも関わらず自らのゴールを祝福しなかった。試合後に「悲しい気持ちのときはゴールを決めても喜ばない」と語り、発言の真意について様々な憶測を呼んで話題となった。
10月7日のエル・クラシコで2得点を挙げ、エル・クラシコで史上初となる6試合連続ゴールを記録すると同時に、レアル・マドリードの選手としてカンプ・ノウで2得点を挙げた10人目の選手となった。
2013年はレアル・マドリードと母国ポルトガル代表で、自身最多となる合計69得点を挙げ、2014年1月13日にメッシ、フランク・リベリーを抑え5年ぶり2度目のバロンドールを受賞した。同賞がFIFAバロンドールとなってからはメッシ以外で初の受賞者で、また1年を通してレアル・マドリードで活躍した選手としてはアルフレッド・ディ・ステファノ、レイモン・コパに次ぐ3人目の受賞者となった。授賞式では涙を浮かべながら「言葉に出来ない」と喜びを語り、チームメイトや家族への感謝を述べた。また、この年のバロンドールは期限までに十分な票が集まらなかったため異例の投票期間延長が行われており、これに対しては批判の声も上がっている。
2013-14シーズンのチャンピオンズリーグ、グループリーグでは9得点を挙げ、フィリッポ・インザーギ、エルナン・クレスポ、ルート・ファン・ニステルローイらの持つグループリーグにおける最多得点記録を更新した。決勝トーナメントでもその勢いは衰えを見せず、合計17得点と1大会における最多得点記録を更新してチャンピオンズリーグ制覇に貢献した。リーグ戦においても31得点を挙げて2度目のリーガ得点王になり、プレミアリーグで31得点を記録したルイス・スアレスと共に自身3度目となるヨーロッパ・ゴールデンシューを獲得した。また、マヌエル・ノイアー、アリエン・ロッベンを抑えて2014年のUEFA欧州最優秀選手賞も受賞した。レアル・マドリードにおけるカリム・ベンゼマ、ガレス・ベイルとの3トップはBBCと呼ばれた。
2014年8月13日、セビージャFCとのUEFAスーパーカップでは2得点を挙げ、自身初となる同タイトルを獲得した。2014-15シーズンのリーガ第14節セルタ・デ・ビーゴ戦では、ディ・ステファノ、テルモ・サラを超えてリーガ史上最多となる23度目のハットトリックを記録した。

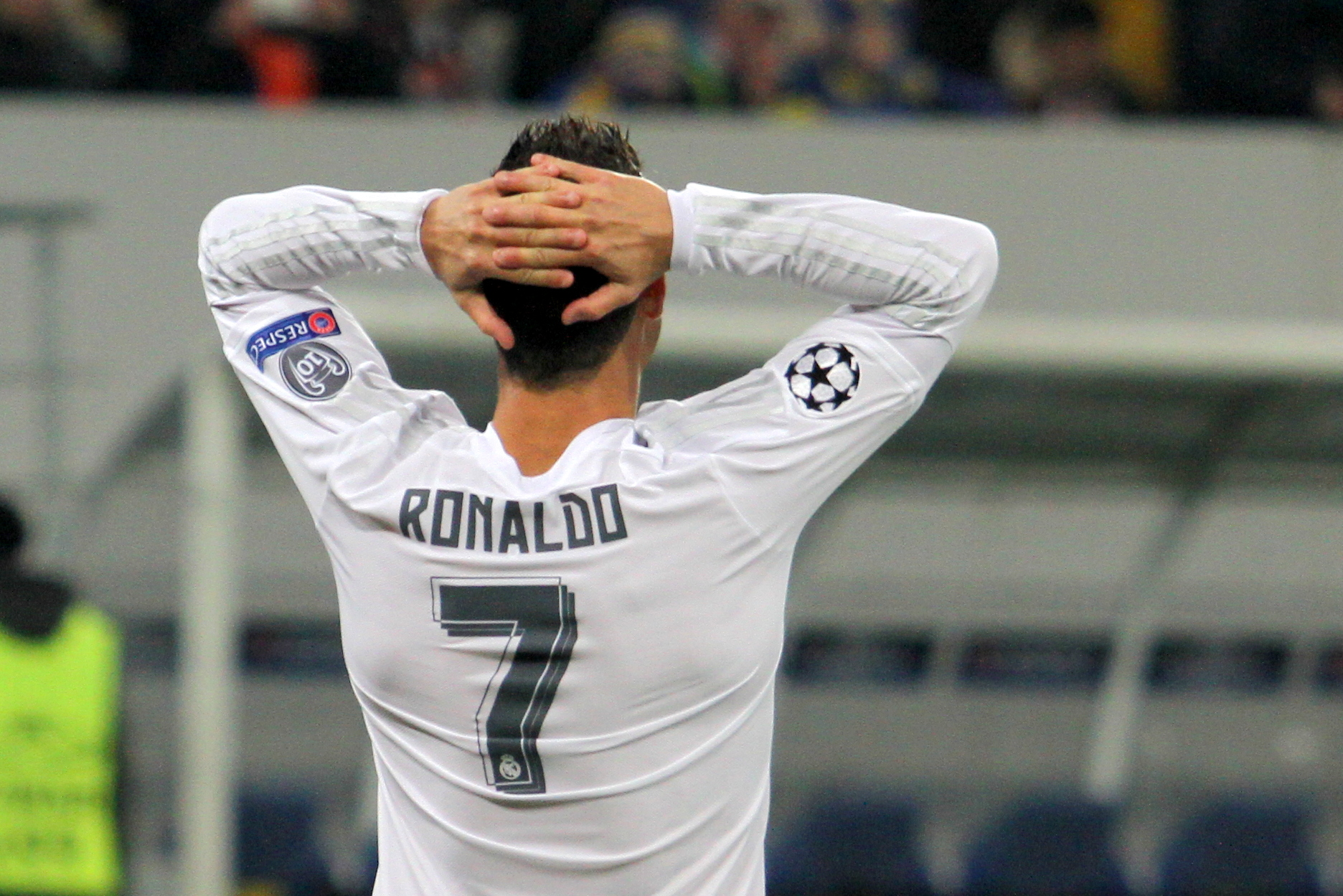
2015年

ヨーロッパ王者として出場したFIFAクラブワールドカップ2014では無得点に終わったものの、クルス・アスル戦で2アシストをするなどレアル・マドリードの優勝に貢献し、大会のシルバーボールを受賞した。2015年1月には2年連続となるFIFAバロンドールを受賞した。同年4月5日行われたグラナダCF戦では、8分間でハットトリックを達成するなど5得点を挙げ、レアル・マドリードでの通算300得点を記録する。5月24日のリーグ最終戦では前半34分にPKを決め2試合連続となるハットトリックを記録。後半13分にマルティン・ウーデゴールとの交代により退き、48得点でシーズンを終える。リーグ戦35試合で48得点を記録し、2シーズン連続となるリーガ得点王となった。UEFAチャンピオンズリーグではチームは準決勝で敗退するも、自身は3シーズン連続となる得点王となった。
2015年9月12日のエスパニョール戦で5得点を記録したことでリーガ通算得点数を231得点とし、ラウル・ゴンサレスの228得点を抜きクラブ歴代1位に立った。その後、9月30日に行われたUEFAチャンピオンズリーグ、マルメFF戦で2得点を決めたことによりキャリア通算500得点を超え、レアル・マドリード通算得点でもラウルの持つクラブ最多得点記録に並んだ。12月8日のUEFAチャンピオンズリーグ、マルメFF戦でも4得点を挙げ、UEFAチャンピオンズリーグのグループステージ史上最多となる11得点を記録した。同月15日、UEFAチャンピオンズリーグ・グループステージのベストイレブンに選出された。

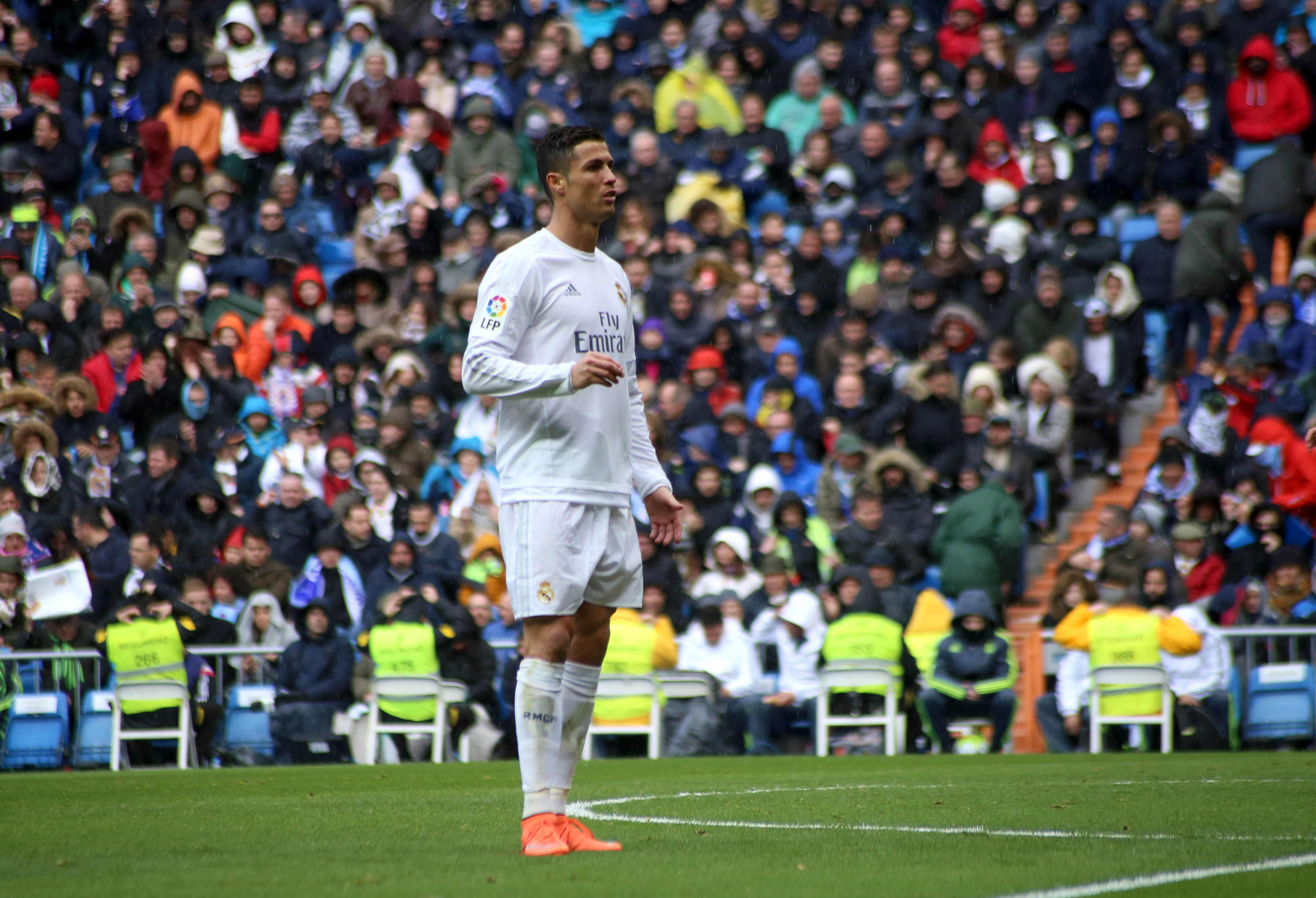
2015-16シーズンのロナウド

2016年3月5日のセルタ・デ・ビーゴ戦では通算250得点をリーガ史上最速で記録した。4月9日のエイバル戦で今季リーガ通算30得点目を記録し、史上初の6シーズン連続30得点を記録する。チャンピオンズリーグ準々決勝2ndレグのVfLヴォルフスブルク戦で今季6度目、通算40度目の、同大会史上初となる1大会で3度の、リオネル・メッシと並び最多記録となる同大会通算5度目のハットトリックを記録した。アトレティコ・マドリードとのチャンピオンズリーグ決勝ではPK戦で5人目のキッカーを務めた。
2016年11月19日、アトレティコ・マドリード戦でハットトリックを記録。同試合でダービーマッチ通算18ゴールとし、ディ・ステファノの持つダービーマッチにおける最多得点記録を更新した。12月12日には2年ぶり4度目のバロンドール受賞が決まった。同月に行われたFIFAクラブワールドカップ2016準決勝のクラブ・アメリカ戦では後半アディショナルタイムにゴールを決め、鹿島アントラーズとの決勝戦ではハットトリックを記録。同大会のゴールデンボールに選出されている。12月、中国のサッカークラブから年俸125億円、移籍金375億円、合計500億円で移籍オファーが届いたが「お金だけが全てではない」という理由でこの移籍オファーを断った。
2017年4月12日、チャンピオンズリーグ準々決勝1stレグのバイエルン・ミュンヘン戦では2得点を記録し、欧州サッカー連盟主催クラブ大会では史上初の通算100得点に到達した。2ndレグではハットトリックを記録し、チャンピオンズリーグ通算100得点を記録した。5月2日に行われた準決勝1stレグのアトレティコ・マドリード戦でも3得点を記録し、チャンピオンズリーグでは史上2人目、同決勝トーナメントでは史上初の2試合連続ハットトリックを記録した。ユヴェントスFCとの決勝戦では先制ゴールを含む2得点を奪いマン・オブ・ザ・マッチに選出された。なお、決勝戦での1得点目はレアル・マドリードのチャンピオンズリーグ通算500得点目であり、2得点目はロナウドにとってキャリア通算600得点目となった。
2017年8月13日に行われたスペイン・スーパーカップのバルセロナ戦の1stレグでは80分に勝ち越しのゴールを決めるも82分にはシミュレーションをとられこの試合2枚目のイエローカードを提示され退場処分となった。24日には2季連続3度目となる欧州最優秀選手に選出された。
2017年12月にアブダビで行われたFIFAクラブワールドカップでは、アル・ジャジーラ・クラブとの準決勝で試合唯一となるゴールを奪った。決勝となる南米代表のグレミオとの一戦でも、後半8分に自らのフリーキックから先制すると、この得点が決勝点となり、チームは大会史上初の2連覇を成し遂げた。これによりクラブワールドカップでの総得点数を7としたロナウドは、大会最多得点記録を更新した。

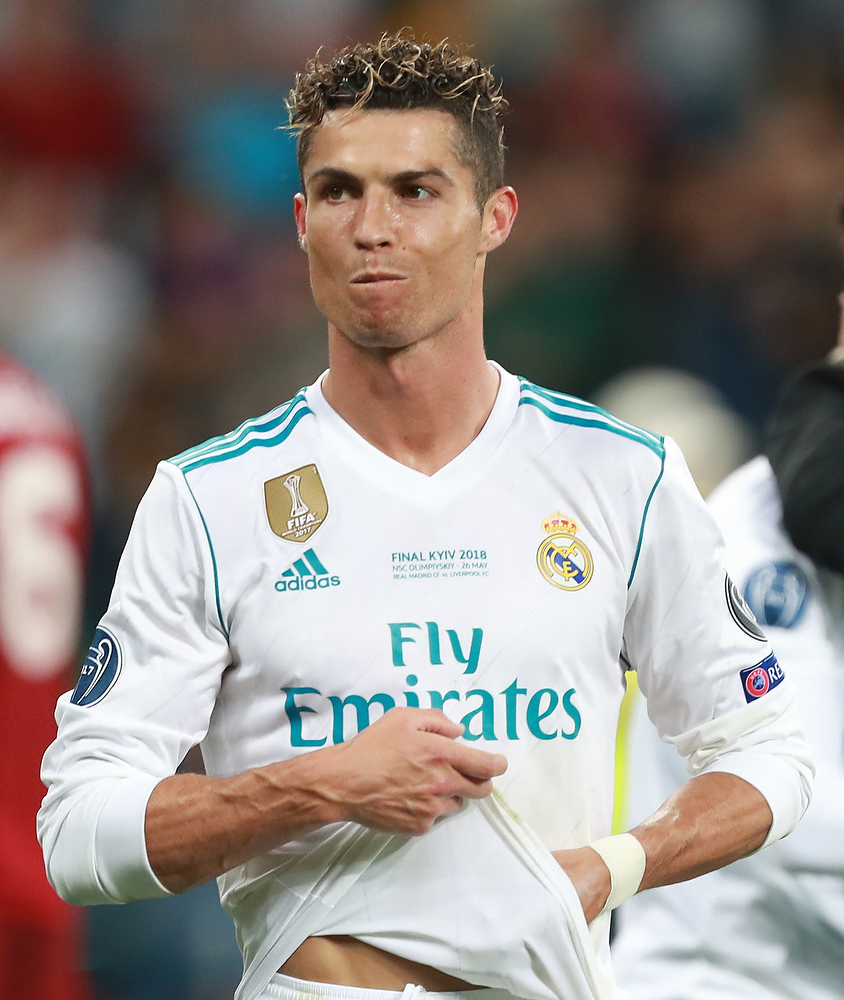
UEFAチャンピオンズリーグ 2017-18 決勝

2017-18シーズンは先述のスーパーカップでの退場により4試合の出場停止処分が科され、リーガでのシーズン初ゴールは第8節のヘタフェ戦とスロースタートになったが、チャンピオンズリーグでは得点を量産。ユヴェントスとの準々決勝1stレグまで9試合連続で得点を挙げ、前年度決勝の得点と合わせCL史上初となる10試合連続ゴールを達成した。特にユヴェントス戦で挙げた2得点目のオーバーヘッドシュートは敵地アリアンツ・スタジアムのユヴェントスのサポーターからもスタンディングオベーションを浴び、ヨーロッパ各国のメディアもキャプテン翼の大空翼に喩えるなど絶賛した。ロナウド自身も「間違いなく自分のゴールの中で最も美しい。」と自賛するとともに、拍手を送ったユヴェントスサポーターに感謝を示した。
2018年7月10日、レアル・マドリードは、ロナウドが示した意思と要望に基づき、ユヴェントスFCへの移籍で合意したことを発表した。退団理由については度々、会長のフロレンティーノ・ペレスとの不仲が報じられていたが、後にそれが事実だと認めたうえでペレス会長からの敬意の欠如を挙げている。その後、レアル・マドリード側の招待を受け、2020年3月1日に行われたエル・クラシコの観戦に駆け付けており、一時期より緊張状態は緩和されていると報じられた。

### ユヴェントス
2018年7月10日、ユヴェントスFCの会長であるアンドレア・アニェッリが、ロナウドがオフを過ごすギリシャまで交渉に向かっていることが報道された。その報道からまもなく、レアル・マドリードの発表があり、その後ユヴェントスFCもロナウドが4年契約でレアル・マドリードから加入することを発表した。移籍金はセリエA史上最高額である1億ユーロで、2年間にわたり支払われることも発表した。2017-18シーズンのチャンピオンズリーグでゴールをした際にスタンディングオベーションを浴びてユヴェントスサポーターに感銘を受け移籍を決意したとも言われている。背番号はトレードマークともいえる7番であり、昨シーズン7番を着用していたクアドラードも自身のTwitterで歓迎のメッセージとともに背番号を譲ることを発表した。
2018-19シーズン、9月24日、第4節のサッスオーロ戦で移籍後初ゴールを含む2ゴールを決める活躍を見せた。またこの日の2点目のゴールはリーグ戦におけるキャリア400ゴールとなり、欧州でのリーグ戦通算400ゴール達成は5人目となった。11月24日、第13節のSPAL戦ではユヴェントス史上最速となる公式戦10試合目で2桁得点を記録した。12月2日、第14節のACFフィオレンティーナ戦でも得点を決め、デビューシーズンで14試合10得点を決めたのは約60年ぶりとなる快挙となった。2019年3月12日、チャンピオンズリーグラウンド16・アトレティコ・マドリード戦では、敵地での1stレグを0-2で敗れており、勝ち抜けに少なくとも3点が必要な状況でハットトリックを達成し、チームを逆転での準々決勝進出に導いた。4月20日、セリエA第33節に勝利しチームの8連覇に貢献した。欧州5大リーグ（伊・西・英・独・仏）では、仏のリヨンが7連覇と昨季のユーベが連覇記録で並んでいたが新記録を更新した。同年は5試合を残しての史上最速タイの優勝となった。また当シーズンの年間MVPを受賞した。

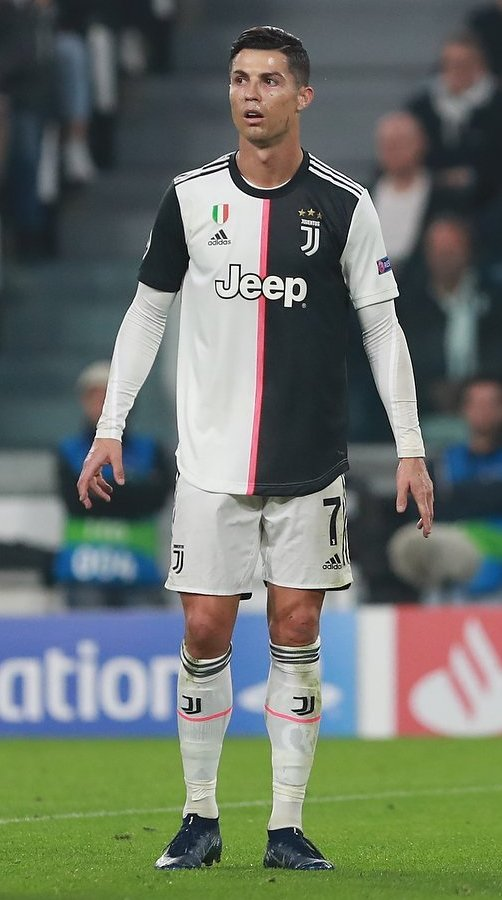
2019年

2019-20シーズン、10月1日に行われたUEFAチャンピオンズリーグのレバークーゼン戦では、ラウル・ゴンサレスやメッシらと並ぶチャンピオンズリーグ14シーズン連続得点と共に、カシージャスを超えて大会最多勝利、ラウルと並んで33の異なるクラブから得点を奪った選手となった。2020年1月6日のカリアリ戦ではハットトリックを達成、史上2人目の英・西・伊の三大リーグにおけるハットトリック達成者となった。セリエA第22節のフィオレンテーナ戦で2ゴールを決め9試合連続ゴールを達成、ユベントスの選手としてはトレゼゲ以来の記録となった。第23節エラス・ヴェローナ戦では2-1と敗れたが、クラブ新記録となる10試合連続ゴールを決めた。休養で24節を欠場して迎えた2月22日、第25節のSPAL戦でセリエA最多連続試合ゴールに並ぶ、11試合連続ゴールを決めた。7月4日のトリノ戦でリーグ戦25点目となるゴールを挙げた（移籍後初の直接FKによるゴール）。ユヴェントスの選手でセリエAの1シーズンで25得点を記録したのは、1960-61シーズンのオマール・シボリ以来60年ぶりであった。7月20日、第34節のラツィオ戦で2ゴールを決め、プレミアリーグ、ラ・リーガ、セリエAの各国リーグで通算で50ゴール以上を挙げた史上初の選手となった。2019-20シーズンは公式戦37得点を記録し、1933-34シーズンにフェリーチェ・ボレルが記録した36得点を超えて、ユベントスの年間最多得点記録を86年ぶりに更新した。またイングランド、スペイン、イタリアのトップリーグでシーズン25点、及び30点以上を決めた史上初の選手となり、他にもヨーロッパの5大リーグ初の15シーズン連続で2ケタ得点を記録、同5大リーグで30ゴール以上を記録した最年長選手、またセリエA史上最速で50ゴールを決めるなどといった記録を残した。
2020-21シーズン、第2節のローマ戦で2ゴールを挙げヨーロッパ5大リーグで最初に450ゴールを記録した選手となった。UEFAチャンピオンズリーグ、グループリーグ第5節のディナモ・キエフ戦でゴールを決め、キャリア通算750ゴールを達成した。2021年初戦となるセリエA第15節、ウディネーゼ戦で2得点1アシストで勝利に貢献し、ペレの持つ公式戦通算757得点を超える758得点を記録した。
5月12日にはサッスオーロ戦で得点したことで、ユヴェントス史上最速で100ゴールを記録した。これによりイングランド、スペイン、イタリアの3カ国の異なるクラブと代表でそれぞれ100ゴール以上を記録した史上初の選手となった。

### マンチェスター・ユナイテッド復帰
2021年8月28日、マンチェスター・ユナイテッドFCはユヴェントスFCとロナウドの移籍で合意したことを発表。メディカルチェックを終え、正式な契約を結んだ後に12年ぶりのユナイテッド復帰となる。

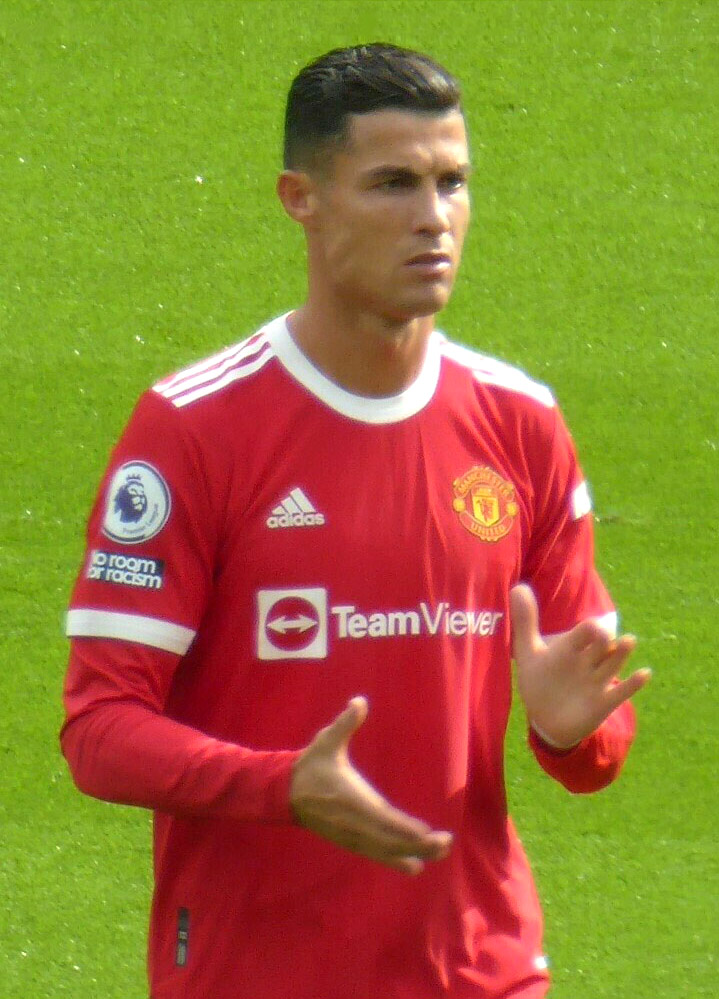
マンチェスター・ユナイテッドに復帰したロナウド（2021年）

同年9月11日のプレミアリーグ第4節ニューカッスル戦でスタメンとしてユナイテッド再デビューを果たすと前半終了間際にメイソン・グリーンウッドが打ったシュートのこぼれ球をゴールに押し込みデビュー弾を決めると、続く後半62分、ルーク・ショーからのパスを流し込み再デビュー戦で2得点を挙げた。9月19日のウェストハム戦では敵地ロンドン・スタジアムでゴールし、ユナイテッドに最初に加入した2003年から現在までに66ヶ所のスタジアムでゴールを挙げた。これは、64ヶ所のスタジアムでゴールを決めているミランのFWズラタン・イブラヒモビッチを上回る新記録となった。9月29日にはチャンピオンズリーグのビジャレアル戦に出場し、通算出場数を178に伸ばしカシージャスを抑え通算最多の出場数となるとともに、90分以降でゴールを上げたことでCLでの同時間帯における通算ゴール数を歴代最多の12とした。10月8日にはプレミアリーグが9月の月間MVPにロナウドを選出し、13年という最長のブランクを経ての受賞となった。2022年1月3日の第21節ウルヴァーハンプトン戦以降公式戦6試合連続ノーゴールが続いた。これは2009年以降最長だったが、2月15日のブライトン戦で相手DFをかわしゴールを決め、この記録をストップした。3月13日には本拠地オールド・トラッフォードでのトッテナム戦で自身通算59回目となるハットトリックをして勝利、FIFAが公認するヨーゼフ・ビカンの持つ805ゴールを超えてサッカー史上最多となる807ゴールの世界記録を樹立、さらにマンチェスター・ユナイテッドはプレミアリーグ史上初のホーム400勝となった。この試合で今シーズンのリーグ戦で10ゴールを超え、16年連続リーグ戦二桁得点を達成したことで5大リーグでの連続二桁得点の単独記録となった。
2022-23シーズン開始前、チャンピオンズリーグに参加可能なクラブへの移籍を希望していると報道される中でタイ王国とオーストラリアのプレシーズンツアーには帯同しないことが発表されたが、新監督のエリック・テン・ハフは「ロナウドは売却対象ではなくプランの一部である」と主張した。一方、ロナウドの代理人であったジョルジュ・メンデスは、バイエルン・ミュンヘン、PSG、チェルシーなど様々なクラブとレンタル移籍やフリー移籍の交渉を始め、特にチェルシーの新しいオーナーとなったトッド・ベーリー氏はロナウドの獲得に強い関心を示していた。しかし、いずれのクラブもロナウドの年齢、移籍金、給料の高さが懸念材料となり、関心を示していたチェルシーもトーマス・トゥヘル監督が獲得を拒否したことで移籍は白紙撤回され、複数の欧州クラブに断られたロナルドはユナイテッドに留まることになった。
移籍が決まらなかったロナウドは、マーカス・ラッシュフォードやアントニー・マルシャルの控えとして扱われるようになるも、9月15日に行われたEL・FCシェリフ・ティラスポリ戦では、PKを決めて37歳にしてEL初ゴールを記録した。さらに10月9日のプレミアリーグ第10節、エバートン戦でもゴールを決め、クラブキャリアにおける通算700ゴール目を記録した。
しかし、19日に行われたトッテナム戦では途中出場を拒否。試合終了のホイッスルが鳴る前にロッカールームに戻ったため、クラブは次のチェルシー戦ではメンバーから外すと声明を出した。その後ロナウドはチームに復帰し、11月6日に行われたアストン・ヴィラとの試合ではキャプテンに指名された。ロナウドが指名されたのは、ハリー・マグワイアはベンチにいて出場しておらず、ブルーノ・フェルナンデスは累積警告によって出場停止中、GKはユナイテッドがプレーしたいエリア（ = 相手陣地）での影響が小さく、カゼミーロは英語がまだ完璧ではないからとの理由だった。それでも、テン・ハフ監督は「彼はチームの重要な一員であり我々は彼に満足しているが、今彼はリーダーの役割を担わなければならない。」とロナウドの重要性を述べた。
2022 FIFAワールドカップ開催直前の11月にはデイリー・ミラーの元編集長でイギリスのTV司会者であるピアーズ・モーガンとのインタビューで、「（クラブの一部の人が自分を追い出そうとしたから）裏切られたと感じた」と自身の考えを述べた。エリック・テン・ハフ監督についても「彼が僕に敬意を示さないから、僕は彼をリスペクトしていない。あなたが僕に敬意を示さないなら、僕があなたをリスペクトすることは決してない」と批判。また、前々監督のオーレ・グンナー・スールシャールのことは「将来的に良い監督になることに疑いの余地はない」と評価したものの、前監督のラルフ・ラングニックについては「彼はコーチですらない。マンチェスター・ユナイテッドのような偉大なクラブがスポーツディレクターを監督に招聘するなんて僕だけでなく世界中を驚かせた」「スールシャールをクビにする時にはスポーツディレクターではなく、トップの監督を連れてくるべきだ」と主張した。さらに、このインタビューが公開される数日前にロナウドを批判したウェイン・ルーニーに対しては「彼がなぜ批判をするのか理解できない。おそらく彼が30代で引退していたのに僕はまだハイレベルなプレーをしているからじゃないかな…。僕の方が見た目が良いとは言ってないよ。まぁ本当のことなんだけどね…」と自身の容姿を引き合いに出して反論し、同様にギャリー・ネヴィルに対しても「彼ら（ネヴィルとルーニー）は僕の友人ではない。テレビの仕事をしているのかどうか知らないけど、もっと有名になるために彼らは（僕の名前を使って）批判をしなければならないんだ。本当に理解できないよ」と反論した。とりわけ、クラブやそのオーナーであるグレイザー家に対しては「ユナイテッドの成長はゼロだ。クラブ（のトレーニング施設など）は驚くほどに変わっていない」「グレイザーらはクラブのことを考えていない。」その上、今のユナイテッドはマーケティングで収入を得るためだけの「マーケティングクラブ」であり「マンチェスター・ユナイテッドが今後の2、3年間でトップになるのは難しいだろう」と厳しく非難した。
現監督、前監督、かつてのチームメイト、クラブやそのオーナーに対して批判したインタビューが公開されるとクラブは一連の批判を重く捉え、この件について2度の声明を発表。
その後、11月22日にマンチェスター・ユナイテッドと双方合意の下で契約を解除したことが発表された。

### アル・ナスルFC
2022年12月31日、アル・ナスルFCに2年半契約で加入することが発表された。その際にサッカー史上最高額の年俸である290億2800万円で契約したことで世界的なニュースになった。サウジアラビアのリーグ規定では、登録できる外国人選手は8人までであり、ロナウドの加入時にはその上限に達していた。しかし、クラブはカメルーン代表のヴァンサン・アブバカルとの契約を解除したことによって、ロナウドは8人目の外国人選手としての登録が可能になった。1月19日に行われたアル・ナスルとアル・ヒラルの合同チームとパリ・サンジェルマンによる親善試合でロナウドはスタメン出場。ライバルであるメッシとの再戦ということで世界中の注目を集めた。その試合でデビューしたロナウドはPKを含む2得点を上げた。2月3日、アル・ファトフ戦に先発出場しすると後半アディショナルタイムに移籍後初ゴールを挙げた。2月9日、アル・ワフダ戦で4ゴールを挙げる活躍で4-0での大勝に貢献した。2月25日、ダマク戦でハットトリックを達成して勝利に貢献した。2月は4試合で2度のハットトリックを達成するなど8ゴール2アシストを記録する活躍で月間MVPに選出された。リーグ戦31試合出場で35得点11アシストを記録、サウジ・プロフェッショナルリーグ史上最多得点での得点王に輝いた。

## 代表歴

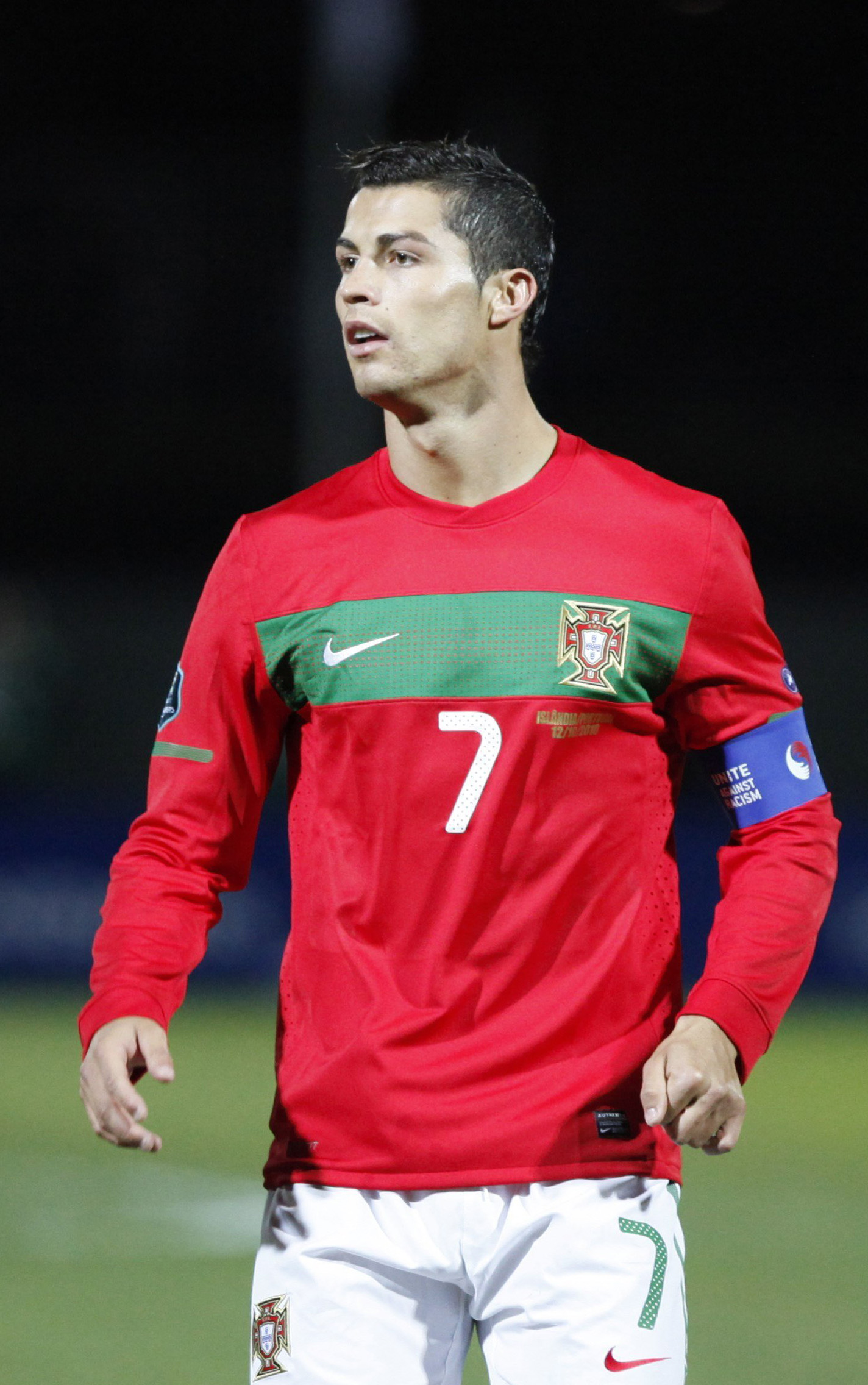
2010年

2003年に開催されたトゥーロン国際大会で優勝を果たし、同年8月20日に行われたカザフスタン戦でルイス・フィーゴとの交代で途中出場し代表デビュー。EURO2004のメンバーに選出され、グループリーグ初戦のギリシャ戦は1-2で敗れたが、代表初ゴールを記録し、2-1で勝利した準決勝のオランダ戦でもゴールを挙げた。チームは準優勝し、大会のベストイレブンに選出された。決勝の相手は開幕戦と同じギリシャであり、敗れた際には人目もはばからず涙を流し続けた。同年に開催されたアテネオリンピックにもポルトガル代表として出場した。
2006年に開催されたワールドカップでは、7月1日に行われた準々決勝のイングランド戦では、マンチェスター・ユナイテッドのチームメイトであったウェイン・ルーニーがリカルド・カルヴァーリョを踏みつけたとして退場処分となったが、ルーニーの退場後にロナウドがポルトガルのベンチに向かってウインクする映像が映し出されたことにより、イギリスのメディアはロナウドの抗議がオラシオ・エリソンドの判断に影響を与えたのではないかと推測した。しかし、試合後にロナウドは、ルーニーは友人であるし、退場させるための行動は取っていないと話した。7月4日にはエリソンドが、レッドカードはルーニーの反則に対してであって、ロナウドとルーニーの諍いに対して出したのではないと話した。その試合後ルーニーは、ロナウドとの間に問題はなかったと語り、トンネルの中でロナウドに「君が僕を退場させても問題ない」と伝えたと明かしています。
後々軽率な発言であった事を弁明しているが、試合内容も含めたイギリスメディアの過剰な反応に対して感傷的になってしまった上に、ファンの反感を推察し「所属クラブではもう走れないかもしれない」と移籍を仄めかし、スペインのマルカ紙にレアル・マドリードに移籍したいと話したと伝えられた。それに対しアレックス・ファーガソンは、ナーバスになっていたロナウドを説得し、ルーニーとの間のわだかまりを解消するためにカルロス・ケイロスに話をさせた。ロナウドは残留し、2007年4月には契約を5年延長した。
ロナウドは準決勝のフランス戦ではブーイングを浴び、イングランドのファンのインターネット上の行動により、ベスト・ヤング・プレイヤー賞の受賞を逃すことになった。インターネットの投票は選手のノミネートに影響を与えるだけであったが、FIFAの技術委員会はルーカス・ポドルスキに賞を与え、ロナウドの試合中の振る舞いがその決定の理由の一因になったと話した。
22歳の誕生日の2日後の2007年2月7日に行われたブラジルとの親善試合で初めてキャプテンを務めた。これは、その試合の2日前に亡くなったポルトガルサッカー連盟のカルロス・シルヴァに追悼の意を示しての行動であった。これについてルイス・フェリペ・スコラーリは、「キャプテンを務めるには余りに若いが、今は亡きシルヴァ氏がロナウドをキャプテンにするように意思表示をしていた」と話した。
EURO2008の予選ではエウゼビウシュ・スモラレクに次ぐ8ゴールを挙げたが、本大会では1ゴールに終わり、準々決勝でドイツに敗れた。大会後にカルロス・ケイロスが監督に就任し、新キャプテンに指名された。
キャプテンとして臨んだワールドカップでは、グループリーグ初戦のコートジボワール戦、第2戦の北朝鮮戦、第3戦のブラジル戦と3試合連続で大会選定のマンオブザマッチに選出された。北朝鮮戦では代表では1年4ヶ月ぶり、ワールドカップ2大会連続となる得点を挙げた。しかし、決勝トーナメント1回戦でスペインに0-1で敗れたため、同大会での得点はその1ゴールのみに終わった。

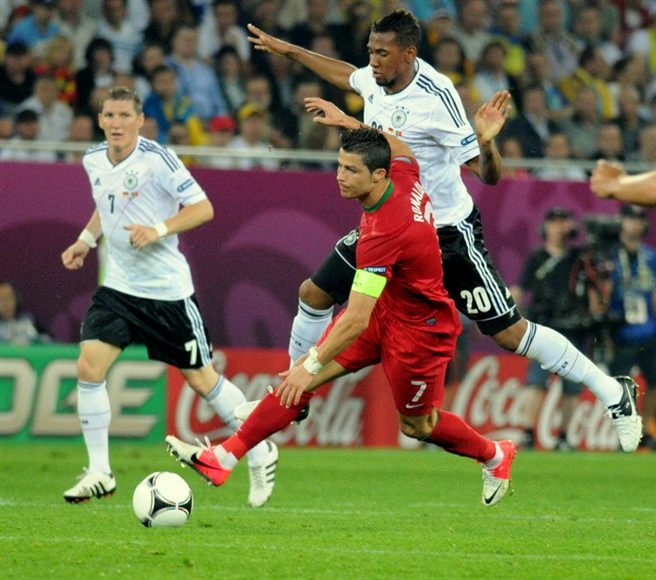
UEFA EURO 2012、ドイツ代表戦

EURO2012では大会最注目の選手とされたものの、グループリーグ初戦のドイツ戦を0-1と敗戦し、第2戦のデンマーク戦では決定機を逃し批判の対象となった。しかしグループリーグ第3戦のオランダ戦では2得点を上げて逆転勝利に貢献し、マン・オブ・ザ・マッチに選出された。準々決勝のチェコ戦では79分に自身のヘディングでのゴールで膠着状態を破り、結局そのゴールが決勝点となった。準決勝の相手はEURO2008、2010年W杯とビッグトーナメントを2大会連続で制し、また、前回のW杯では敗戦を喫したスペインと対戦することになる。0-0で試合はPK戦へともつれ込むと、PK戦ではロナウドは5番目のキッカーの予定だったが自身に出番が回ってくることなくこの大会を去った。同大会3得点は得点ランキング1位タイだった。
10月16日の北アイルランド戦で代表通算100試合出場を達成したことにより、欧州サッカー連盟から表彰を受けた。ルーカス・ポドルスキ、クリステン・ヴィークマエに次ぐ史上3番目の若さで通算100試合を達成した。
2013年9月6日の北アイルランド戦では代表戦初のハットトリックを達成。このハットトリックで代表通算43得点とし、エウゼビオを抜いてポルトガル代表歴代2位となった。同年11月15日、11月19日のスウェーデンとのワールドカップ予選プレーオフではポルトガルの全4得点を挙げる活躍で、ポルトガルの4大会連続となるワールドカップ出場に大きく貢献。セカンドレグではハットトリックを決め代表通算47得点とし、ペドロ・パウレタに並びポルトガル代表歴代1位タイとなった。2014年3月5日のカメルーンとの親善試合で2得点を挙げ、単独1位となった。
2014年のワールドカップ本大会では開幕前に故障を抱えていたが、グループリーグのアメリカ戦では後半ロスタイムに同点ゴールをアシストする。さらにガーナ戦ではワールドカップ3大会連続得点となる決勝ゴールを挙げ同試合のマン・オブ・ザ・マッチに選出されるも、チームはグループリーグで敗退した。
2014年11月14日のUEFA EURO 2016予選、アルメニア戦で決勝点を挙げ、予選と本大会を合わせたUEFA欧州選手権での通算得点数を23とし、歴代最多得点記録を更新した。

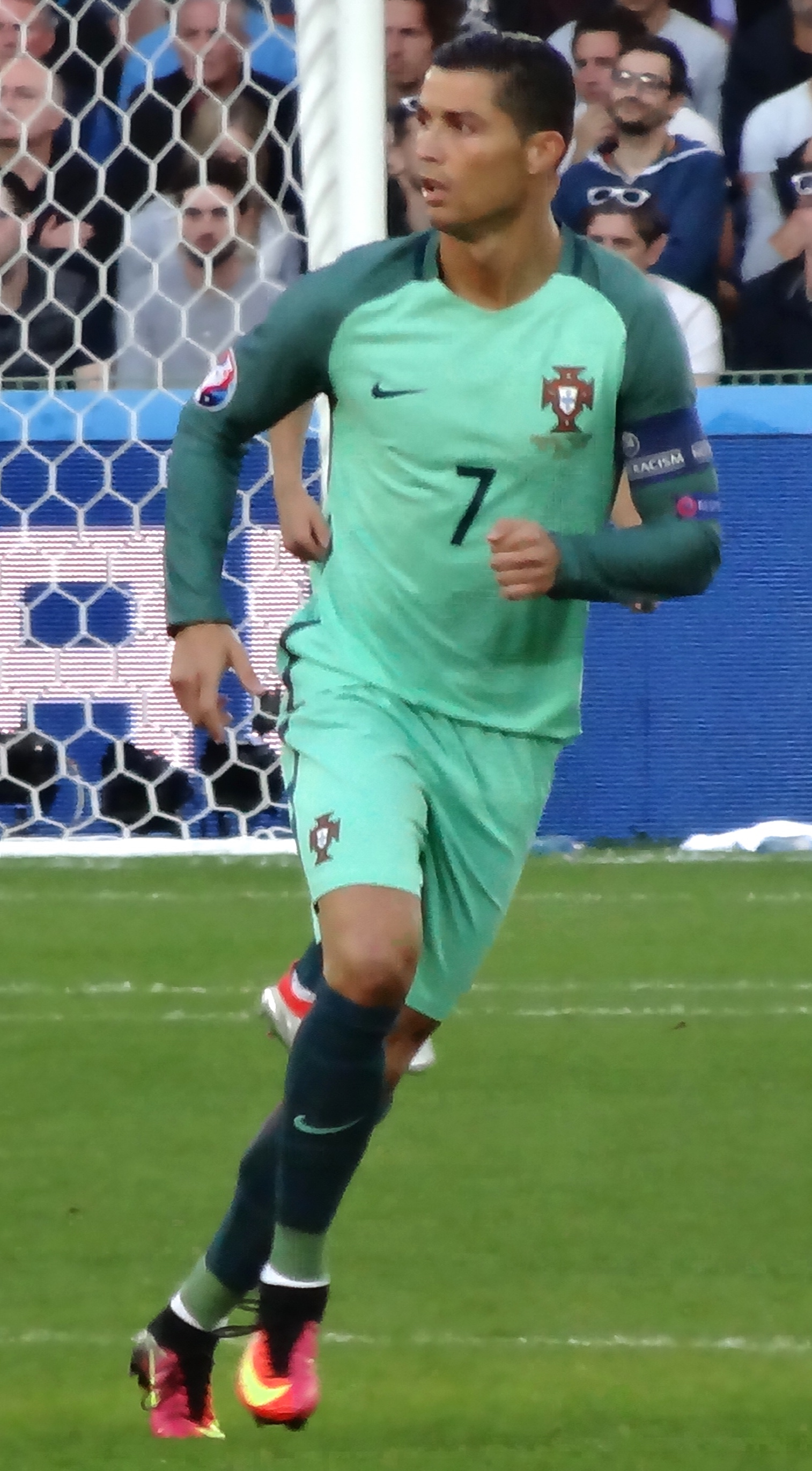
UEFA EURO 2016、フランス代表戦

2016年6月14日に行なわれたUEFA EURO 2016初戦のアイスランド戦で代表通算127試合目の出場となり、フィーゴの持つ最多記録に並んだ。続く6月18日のオーストリア戦にも出場し、記録を更新した。しかしこの試合でロナウドはPKを失敗し、スコアレスドローに終わった。敗れるとポルトガルの敗退が決まるグループリーグ第3節のハンガリー戦では、ハンガリーに3度リードを許すも2ゴール1アシストの活躍で引き分けに持ち込みポルトガルのグループリーグ突破を決めた。7月6日、準決勝のウェールズ戦で1得点1アシストを記録し、マン・オブ・ザ・マッチに選出された。7月10日、決勝のフランス戦では前半25分で負傷交代するも、チームは1-0で勝利し優勝を果たす。自身も大会を通じて3ゴール（2位タイ）、3アシスト（3位）の結果を残し、シルバーブーツを受賞。大会のベストイレブンにも選出された。また同大会のハンガリー戦でEURO本大会17試合目の出場となり歴代最多記録を更新するとともに、EUROの4大会で得点を挙げた初の選手となり、準決勝のウェールズ戦での得点によりミシェル・プラティニの持つEURO本大会の通算得点記録（9得点）に並んでいる。
EURO 2016決勝での負傷から復帰した2016年10月7日のワールドカップ予選・アンドラ戦では代表では初となる1試合4得点を記録した。2017年3月25日のワールドカップ予選・ハンガリー戦では2得点を記録し、自身の代表通算得点数を70に伸ばした。
FIFAコンフェデレーションズカップ2017では初戦のメキシコ戦ではリカルド・クアレスマの先制点をアシストし、続くロシア戦では決勝点を挙げる。ニュージーランド戦ではPKで先制点を記録し3試合連続でマン・オブ・ザ・マッチに選ばれた。またニュージーランド戦での得点により自身の代表通算得点数を75に伸ばし、シャーンドル・コチシュに並び欧州歴代2位に浮上した。
2017年8月31日のフェロー諸島戦ではハットトリックを記録し代表通算得点数を欧州史上単独2位となる78得点に伸ばした。

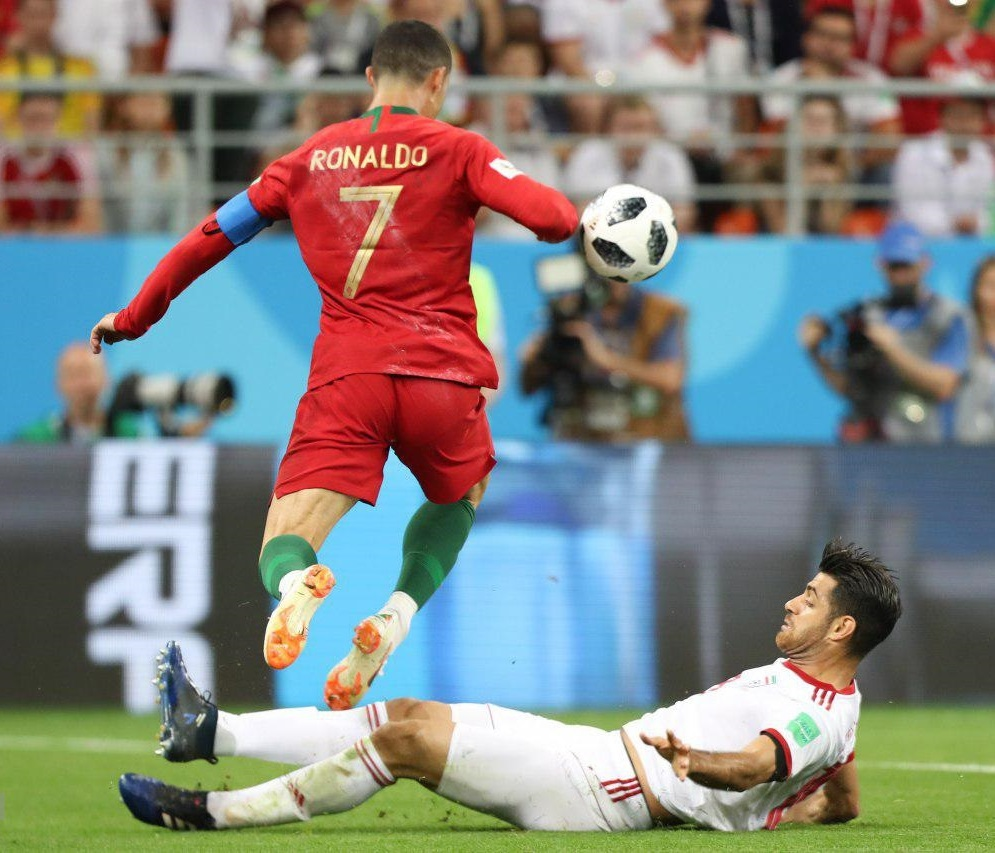
2018 FIFAワールドカップ、イラン代表戦

2018年6月15日のワールドカップのグループリーグのスペイン戦でハットトリックを達成した。33歳130日でのワールドカップハットトリックは史上最年長記録となり、スペイン相手にワールドカップでハットトリックを決めた史上初の選手にもなった。更に史上4人目となる4大会連続ゴールも記録した。2戦目となるモロッコ戦でも前半4分にコーナーキックにヘディングで合わせて先制点を記録。代表通算得点を85得点とし、フェレンツ・プスカシュの持つ欧州歴代最多得点記録を更新するとともにアリ・ダエイに次いで代表最多得点記録単独2位となった。決勝トーナメント1回戦のウルグアイ戦では無得点に終わりポルトガルも敗退したが、この試合で脚を負傷し交代したウルグアイのエディンソン・カバーニに肩を貸したスポーツマンシップが話題となった。
2019年6月5日、UEFAネーションズリーグの準決勝でスイス戦でハットトリックを達成し、ポルトガルは6月9日に行われた決勝のオランダ戦にも勝利し、2016年のEURO2016に続きヨーロッパにおける公式な代表タイトルを獲得した。9月10日、EURO2020予選のリトアニア戦では4得点を挙げ、代表通算8度目のハットトリックを達成し、EURO予選での史上最多得点者となったほか、史上初めて異なる40カ国の代表を相手にゴールを決めた選手となった。10月14日のウクライナ戦にて後半27分にPKで得点を奪い、ヨーゼフ・ビカン、ロマーリオ、ペレ、プスカシュ、ゲルト・ミュラーに次いで世界のサッカー史上6人目となるキャリア通算700得点を記録した。
2020年9月8日、UEFAネーションズリーグのスウェーデン代表戦でアリ・ダエイに次いで史上2人目となる代表100得点を達成した。
2021年6月15日、EURO2020の本大会初戦のハンガリー戦で2ゴールを挙げ、これまで9ゴールでミシェル・プラティニと並んでいた大会通算最多得点記録を単独最多の11に伸ばした。また、この試合で大会通算最多記録となる5大会連続出場、5大会連続ゴール、ワールドカップと合わせて9大会連続ゴール、ワールドカップ・コンフェデレーションズカップ・UEFAネーションズリーグと合わせて11大会連続ゴール、ワールドカップと大陸選手権の合計出場試合数でも元ドイツ代表MFバスティアン・シュバインシュタイガー（38試合）を抜き国際主要大会最多出場記録（39試合）を樹立した。加えて、EURO単独最多の通算12勝を挙げたことになり、11勝で並んでいたセスク・ファブレガスとアンドレス・イニエスタを上回り、EUROで1試合2得点以上を挙げた選手としてもアンドリー・シェフチェンコ（35歳256日）を上回る最年長記録となった。続くドイツ戦でもゴールを挙げ通算得点記録を12に伸ばすと共に、ワールドカップと欧州選手権の2大大会の合計得点でこれまで最多だったミロスラフ・クローゼの19点に並んだ。6月23日のフランス戦では2ゴールを挙げたことで、元イラン代表FWアリ・ダエイの109ゴールに並び代表得点世界記録に2003年8月の代表デビュー以来178試合目で到達した。また欧州選手権の通算得点記録を14ゴールに更新するとともにEURO＋W杯の歴代最多得点記録も21に更新、代表チームを自身5大会連続となる決勝トーナメントに導いた。大会終了後、5ゴール1アシストで大会得点王とゴールデンブーツを獲得した。EUROでの得点王を複数回獲得したのはロナウドが史上初となった。
9月1日に行われたワールドカップ予選、アイルランド戦にて終了間際に2得点を挙げて逆転勝利に導き、同時に代表通算得点数を111得点として代表単独最多得点記録者になった。また、同試合は代表通算出場180試合目となり、セルヒオ・ラモスの持つ欧州記録に並んだ。試合後にはギネスワールドレコーズから代表得点記録を世界記録に認定されたとインスタグラムで報告した。
10月9日のカタールとの親善試合では1ゴールを決め、世界最多の46カ国相手にゴールを決めた選手となった。10月12日のW杯ヨーロッパ予選ルクセンブルク戦にて代表ではロナウドが史上初となる10度目、自身キャリア通算58度目のハットトリックを決め、自身が持つ代表得点の世界記録を115に更新した。
所属クラブで出場機会が少ない状態で迎えた2022年ワールドカップでは、初戦の前に所属クラブと契約解除した事により代表32ヵ国で唯一の無所属選手として参加した。初戦ガーナ戦では自ら得たPKを決めペレ、ウーヴェ・ゼーラー、ミロスラフ・クローゼらを超えて史上初となる5大会連続得点を記録した。2戦目のウルグアイ戦では54分にブルーノ・フェルナンデスのクロスにヘディングで合わせようと飛び込んだところボールはゴールに入り一度はロナウドの得点とされたが、その後ボールに触ってなかったとしてフェルナンデスの得点に訂正となった。決勝トーナメントに入るとスタメンから外れ途中交代での出場となった。準々決勝のモロッコ戦では51分から交代で入り、クウェートのバデル・アル＝ムタワと並び歴代1位の国際Aマッチ出場数となる代表通算196試合目の出場を果たしたが、チームは敗れ悲願のワールドカップ制覇はならなかった。試合終了後には涙を流すロナウドの姿を見てチームメイトやファンから多くの労いのコメントが寄せられた。
2023年6月20日、EURO2024予選のアイスランド戦で男子サッカー史上初となる代表通算200試合目の出場を果たし、ギネス世界記録に認定された。また個人としては史上最多の6回目のEURO出場も決まった。
2025年、UEFAネーションズリーグのリーグAで8ゴールを決め、チームはUEFAネーションズリーグ決勝で勝利し、大会史上初の2度目の優勝を果たした。

## プレースタイル

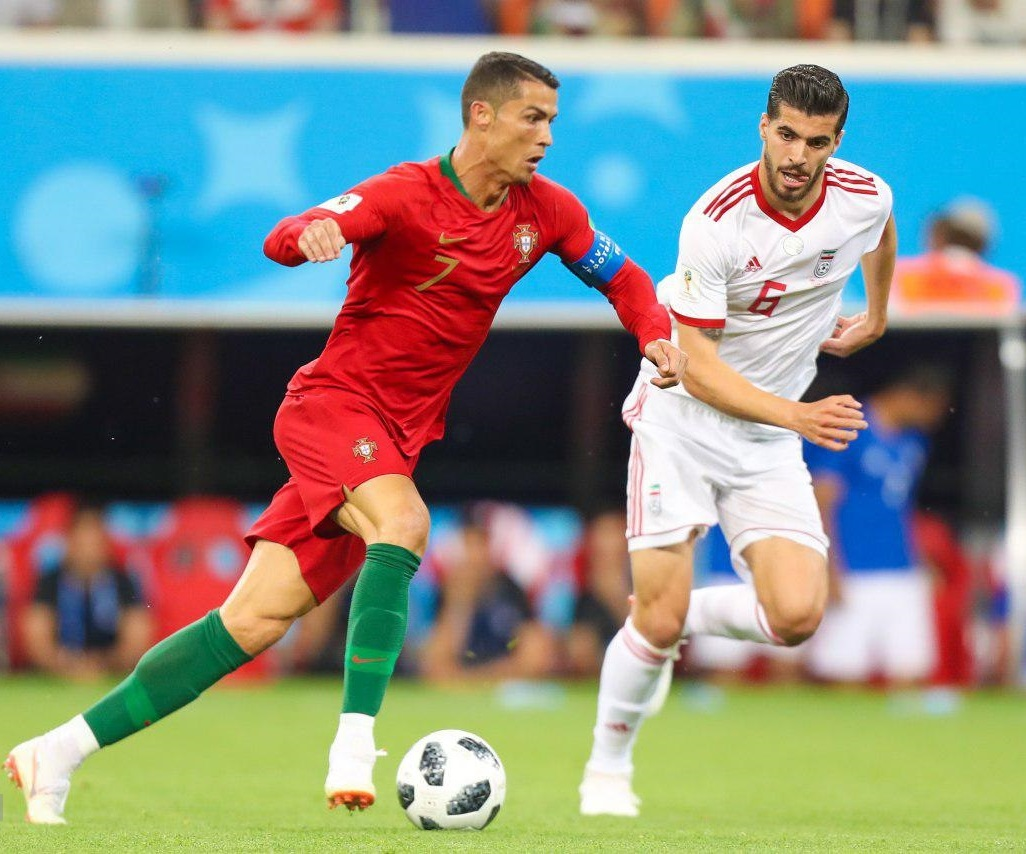
ドリブルを仕掛けるロナウド

引き技、シザーズ、切り返し、股抜きなどを組み合わせたドリブルを得意とし、縦へのスピードも持ち合わせる。長身にも関わらずドリブルの重心が低く、ストライドが小さい分足の回転が速いのが特徴であり、スピードの緩急や方向転換などの能力も高い。体幹が強いため左右に動いてもバランスを崩さず、背筋が伸びたドリブル姿勢によりドリブルと同じ歩幅でシュートを放つことができ、さらに広範囲を見渡せるため、ドリブル中でも質の高いパスを送ることができる。ドリブル突破からのクロスも質が高く、高いクロスよりも低くて速いクロスを送る傾向がある。また、両足で同レベルのプレーをすることができる。本人は、トリッキーなテクニックを織り交ぜることが自分のプレースタイルであると語っている。
走力も非常に高く、スポルティングCPユース所属時は、夜になると重りを装着してボールとともにリスボンの街を歩いていたという。マンチェスター・ユナイテッド時代にはウサイン・ボルトからアドバイスを受けるなどした。
ロナウドの「シザーズフェイント」について、大東文化大学スポーツ科学科准教授の川本竜史（スポーツバイオメカニクス）は、「体、足が一見、フェイントをかけた方向に大きくずれたように見えるが、実は身体の重心がほとんど動いていないこと。変動が小さいため、次の動きに素早く移れる。」「上半身はほとんど動かさず、へそ回りの重心を安定させながらボールを高速でまたいで、一瞬、相手の体が傾いたところを見て、反対方向に爆発的加速をして抜き去っている。」と指摘した。
キャリア前半、特にマンチェスター・ユナイテッド時代はトリックを織り交ぜたドリブラーとしての色が強かったが、レアル・マドリード時代の後半は1対1の局面でドリブルで勝負する回数、成功率が減り、ドリブル突破よりも周囲にパスを出し、自らはエリア内に飛び込むというようなストライカーの毛色を濃くしている。これは2014年に膝を怪我した事による影響とも言われている。また、ユヴェントスFCへ移籍してからは再びスタイルを変え、マリオ・ケンペスや宮澤ミシェルはよりチームプレイヤーとしての働きを強めていることを指摘した。

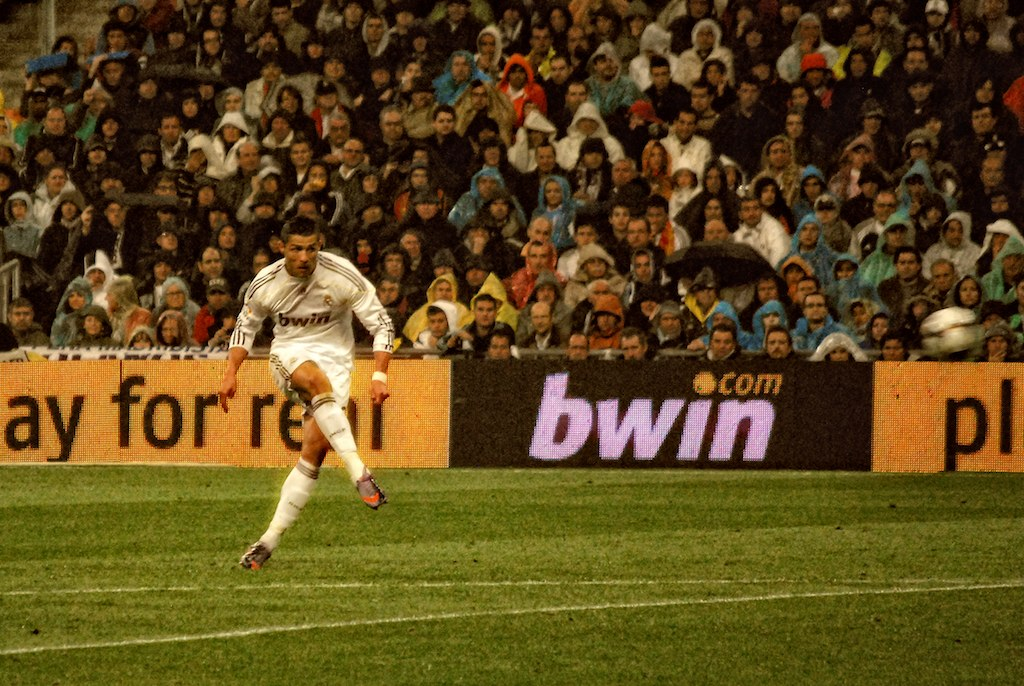
フリーキックを蹴るロナウド

切り込んでのシュートや時速132kmにまで到達するパワフルなシュート、3メートル近くまで跳ぶ打点の高いヘディングなど多彩なゴールパターンを持ち、高い得点力を誇る。アレックス・ファーガソンは、マンチェスター・ユナイテッドのレジェンドであるジョージ・ベストの名前を挙げ、「ベストは常にピッチを駆け回り、シュートのチャンスを伺っていた。改めて見返すと、クリスティアーノ・ロナウドのシュートシーンにとても似ている」と語った。ディエゴ・マラドーナは「敵陣のすべてのエリアからゴールを決めることができるゴール前のプレデターだ」と評価している。フォーリャ・セッカ（枯れ葉）と呼ばれるキックを得意としていたジジを彷彿とさせる弾道の予測が不可能な無回転フリーキックを得意としていて、彼の代名詞となっている。しかしフリーキックも2014年の膝の怪我による影響なのか、キャリア後半では成功数が減っている。その他PKの名手でもあり、PKの成功率も非常に高い。
レアル・マドリード移籍後毎シーズン得点王争いをしているが、自身は2010年に行われたアスレチック・ビルバオ戦後に「ピチーチ（得点王）は何も重要じゃない。僕はリーガ優勝のために戦っている」と語っており、同試合ではセルヒオ・ラモスにPKキッカーを譲っている。2015年のUEFAチャンピオンズリーググループステージ最終節マルメ戦で4得点を記録し、グループステージ史上最多となる11得点を記録した試合後のインタビューでは「僕が記録を求めているんじゃなく、記録が僕を求めているんだ」と述べている。
腹筋を一日約300回行っている。体脂肪率は10%未満。垂直跳びは79cmとNBA選手の平均を上回る。2013年2月13日に行われたマンチェスター・ユナイテッド戦でのヘディングは最高到達点がほぼ3メートルに達した。スポーツ・イラストレイテッドが2014年に行った身体能力適合ランク（各選手が活躍しているそれぞれの競技において、どれだけ身体能力が適合しているかを採点）において、バスケットボール選手のレブロン・ジェームズに次ぐ2位に選ばれた。食生活もストイックに管理して体づくりをし、シエスタやジムトレーニング、水泳、ピラティスなどを取り入れて 高いプロ意識で身体をケアしているため怪我にも強い。33歳時点のメディカルチェックにおいて、実年齢より13歳若い20歳のフィジカルレベルを維持していることが明らかになった。
過去には大舞台に弱いと指摘されたこともあったが、現在は強心臓であり、決勝などの大舞台に滅法強いことで知られている。スペイン紙マルカは「決勝で絶対失敗しない男」と称賛し、レアル・マドリードで同僚だったセルヒオ・ラモスは、ロナウドの「異常な勝負強さ」について、「僕たちの7番はこれまで見たことがないタイプのストライカーだよね。彼はすでにレジェンドさ。史上最高の1人と記憶されるだろう。クリスティアーノはチームのキーマンであり、チームメイトからも大いにリスペクトされているよ」とコメントした。またUEFA EURO 2016決勝での負傷以降はロナウドの年齢を考慮したジネディーヌ・ジダンがローテーションを採用し適度に休養が与えられるようになったことで、シーズン終盤戦に調子のピークが来るような調整が取られている。

## 評価
サッカー関係者からリオネル・メッシと並んで史上最高の選手と評され、ポルトガル史上最高のサッカー選手としてエウゼビオと比較されており、国内アンケートでは72%がロナウドに投票している。また、2015年に行われたポルトガルサッカー連盟設立100周年の祝賀会において、エウゼビオやルイス・フィーゴらを抑えて同連盟からポルトガル史上最高の選手に選出された。

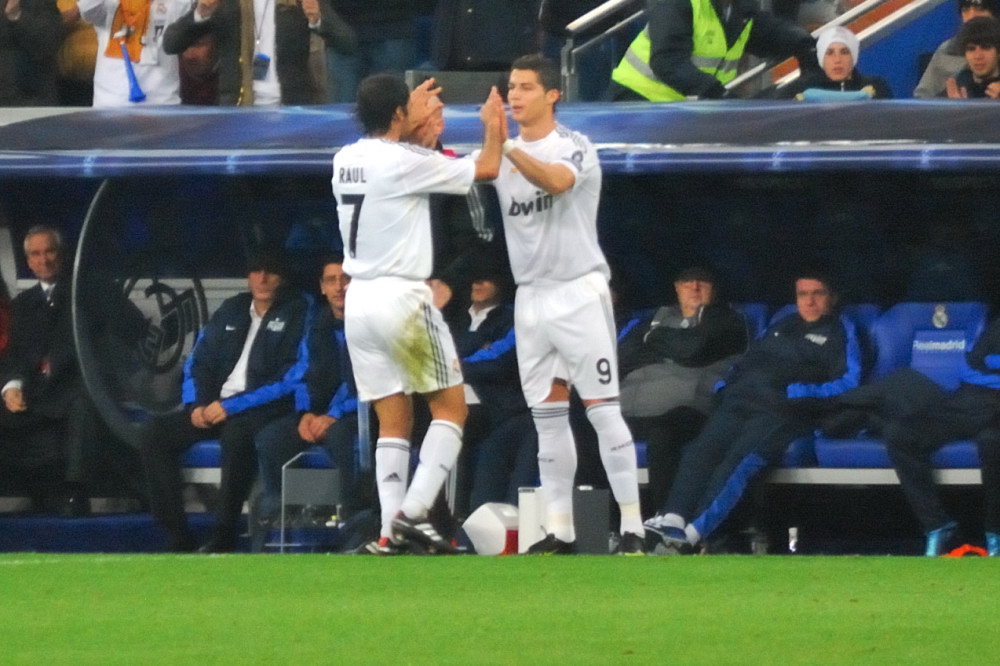
ロナウドとラウル（2009年11月）

かつてレアル・マドリードでプレーしたジネディーヌ・ジダンはロナウドを「努力家」と称し、自身の現役時代よりも優れていると賞賛している。ラウル・ゴンサレスもまた、勝利への欲求の高さ、最も早く練習場に現れて最後まで残る姿勢等を讃え、「今まで見てきた中で最もプロ意識が高い選手の一人であり、真のリーダー」と賞賛した。カルロ・アンチェロッティは「彼のピッチ内外でのプロフェッショナリズムの高さは想像以上で、少しばかり驚かされた」「模範になるプレイヤーであり、自分が指導した中で最高の選手」と語った。
ヨハン・クライフはロナウドをマンチェスター・ユナイテッド史上最高の選手と考え、「ロナウドはジョージ・ベストやデニス・ローといったマンチェスター・ユナイテッドの歴史における素晴らしい2選手よりも優れている（Ronaldo is better than George Best and Denis Law, who were two brilliant and great players in the history of United.）」と語った。当のベストもマンチェスター・ユナイテッドでのデビュー戦後、「長年にわたって、第2のジョージ・ベストだと言われた選手は何人かいたが、私がそれを（私にとっての）ほめ言葉と感じたのは彼が初めてだ（There have been a few players described as the new George Best over the years, but this is the first time it's been a compliment to me.）」と語っている。ボビー・チャールトンもまたロナウドのことをクラブ史上最高の選手とし、ベストとの比較でも「ロナウドの方が速さと強さを兼ね備えていると思っている」と語っている。
レアル・マドリードのOBであるイバン・サモラーノはロナウドを「ゴールによって違いを生み出せる怪物」と評した。以前よりも利他的となりチームに好影響を出していると分析し、また2011年11月6日のオサスナ戦でロナウドが挙げたヘディングでのゴールについては「現役時代の自分を思い出した」とヘディングの名手だった自分に重ねて賛辞を送った。ルーニーはロナウドを世界最高の選手と語っている。
ペレはロナウドについて「今日の世界最高の選手は、クリスチアーノ・ロナウドだよ。ほかの誰よりも継続的に結果を出しているからね」「クリスティアーノは現代のアスリート。献身的で、自身のやることに愛情を注げる人間にいつだって成功がやってくることを全員に示している」 と語り、継続性や献身性を評価している。
アレッサンドロ・デル・ピエロはロナウドを「生粋のセンターフォワードとしてプレーしていながら10番でもある」と得点力と創造性を兼ね、ファンを魅了するプレースタイルを評価した。
メディアから「大舞台に弱いのではないか」 と指摘されることもあったが、チャンピオンズリーグ決勝（マンチェスター・ユナイテッド、レアルマドリード在籍時に得点しており、異なるクラブでCL決勝でのゴールを決めた史上初の選手である）やコパ・デル・レイ決勝でゴールを決めている。チャンピオンズリーグ準決勝での最多ゴール記録保持者である。カンプ・ノウで行われたエル・クラシコでの連続ゴール記録を樹立している。
ワルテル・パンディアーニはCAオサスナ時代、ロナウドに対し「頭のねじが足りない」「もっと謙虚になるべき」などと発言し、レアル・マドリードはロナウドの態度のせいで不当な扱いを受けていると述べた。

## 人物

### 趣味・嗜好
サッカーの次に好きなスポーツは卓球。スポルティングのアカデミー時代は施設2階の卓球チームで腕を磨いており、リオ五輪の卓球ポルトガル代表ジョアン・モンテイロは、「クリスティアーノは素晴らしい才能を持っていて、彼もプロ選手になれたはずだ」と語った。マンチェスター・ユナイテッド時代、リオ・ファーディナンドに負けると卓球台を購入して2週間練習し、ファーディナンドに勝利したというエピソードがある。
大の車好きとしても有名であり、2016年の時点で『レンジローバースポーツSVR』、『ロールスロイス・ゴースト』、『マセラティ・グランカブリオ』、『メルセデス・ベンツS65AMGクーペ』、『ポルシェ911ターボS』、『フェラーリ599GTO』、『マクラーレン・MP4-12Cスパイダー』、『ランボルギーニ・アヴェンタドールLP700-4』、『ブガッティ・ヴェイロン・スーパースポーツ』、『ラ・フェラーリ』、『フェラーリ・599GTBフィオラノ』といった多数の高級外車を自宅に揃えてることが判明している。2014年、スペイン最大の保険比較サイト『Acierto.com』によれば、所有する車の保険代金だけで年間10万ユーロを支出している計算になるという（2014年時点）。2020年には、世界に10台しかない『ブガッティ・チェントディエチ』を購入したとされ話題になった。
多数の高級外車以外にも約42億円のプライベートジェットも所有している。所有しているガルフストリーム G650の定員は18人であり、自身のシルエットとCR7の文字が機体に書かれている。また、ロナウドは頻繁にヨットでバカンスを楽しんでおり、レアル・マドリード時代はイビサ島やフォルメンテラ島などを訪れていた。2019年には、550万ポンド（約7億5,000万円）のヨットを購入した。

### 背番号7
ロナウドは、スポルティングCPでは28番、その他レアル・マドリードではラウル・ゴンサレスが在籍した2009-10シーズンは9番、またポルトガル代表においてもルイス・フィーゴ現役時は17番を着用したが、それらを除くキャリアのほとんどで背番号7を着用した。初めて7番を着用したのはマンチェスター・ユナイテッド移籍後であり、アレックス・ファーガソンの説得によって同クラブでは象徴的な背番号である7番を背負うことになった。その後はクラブ、代表ともに背番号7がトレードマークとなり、愛称でもある『CR7』は国際的なブランドとしてファッションブランドだけでなく自身が経営するホテルにもこの名を付けている。
ユヴェントスFC移籍時にはフアン・クアドラードが、マンチェスター・ユナイテッド復帰時にはエディンソン・カバーニがそれぞれ元々背番号7を着用していたが、ロナウドに背番号を譲っている。

### 女性関係

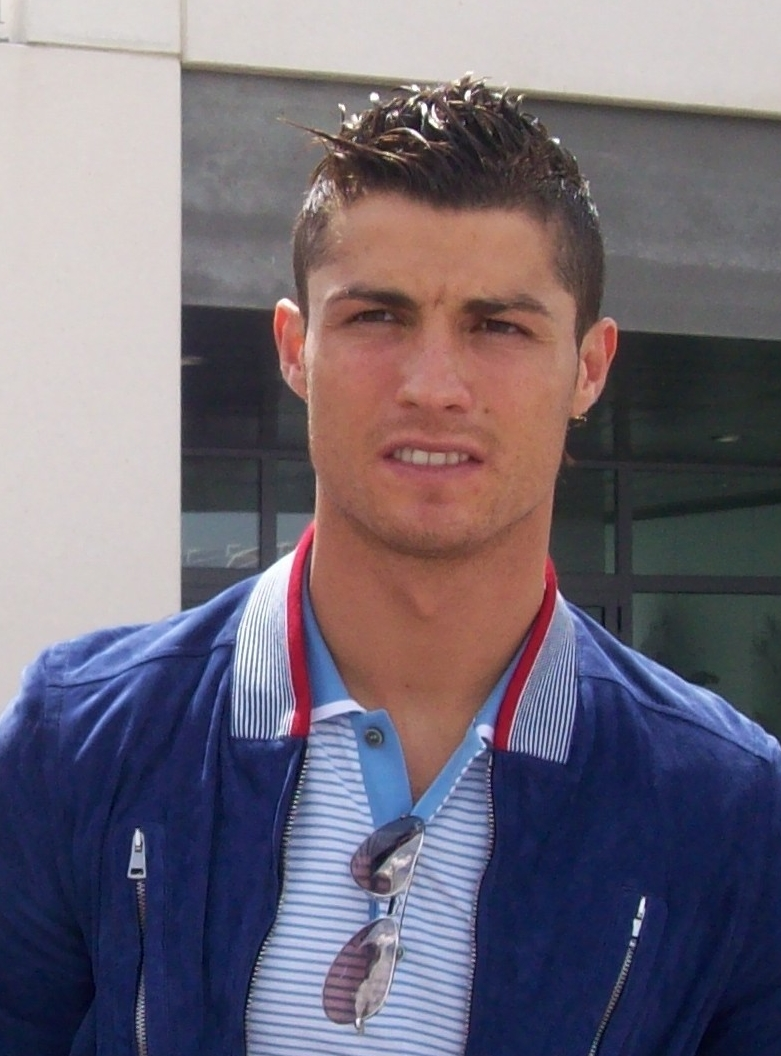
マドリードでのロナウド（2010年4月）

ロナウドはサッカー以外に関しても話題になることが頻繁にあり、特に女性関係でのゴシップは多い。2007年10月には、アンデルソンやナニら数人を自宅に招き、5人の娼婦らと行ったパーティの様子を撮影した写真や動画が流出したことで、騒動を起こした。
2010 FIFAワールドカップ敗退後の7月3日に、自身のTwitterとFacebookにて息子が誕生し父親となったことを発表したが、母親については彼女のプライベートを尊重して公表していない。同じく、彼のエージェントも母親については答えていない（2010年からロナウドと交際していたロシア人モデルのイリーナ・シェイクは母親ではない）。なお、この女性には口止め料として1200万ユーロが支払われたことが報じられ、また息子の面倒をみるのはロナウドの方であるとも発表している。しかし、2009年オフにサンディエゴで代理母契約を結んだとも報道されており、口止め料ではなく、守秘義務と面会権の放棄のために1200万ユーロが支払われたとも報じられている。
息子は2010年6月17日に生まれ、クリスティアーノ・ロナウド・ジュニアと名付けられた。ロナウドが2度めの受賞を果たした2013年のFIFAバロンドール授賞式には、恋人のイリーナだけでなく母や姉達など家族と共にロナウドに同伴していた。翌年もロナウドはFIFAバロンドールを受賞したが、その授賞式にイリーナの姿はなく、数日後に破局を認めた。
長男ジュニアの他、2017年6月に生まれたマテオ、エバと双子の子供に関してそれぞれ母親は公表されていないが、2017年にマドリードで行われたドルチェ&ガッバーナのパーティで出会った恋人ジョージナ・ロドリゲスの妊娠については自身の子供であると認めた。

### その他
2014年、ロナウドはTIME誌より世界で最も影響力のある100人に選ばれた。
2014年10月、英紙『ミラー』はロナウドのフェイスブックのフォロワーが1億人を突破したと報じた。2017年11月、『Apple Tree Communications』はロナウドが世界で最もSNSのフォロワー数が多い人物だと発表した。Instagramのフォロワー数は現在6億6000万人を超えており、世界で最も多くのフォロワーをもつ人物である（全体としてはInstagramの公式アカウントに次ぐ、フォロワー数2位）。 X（旧Twitter）のフォロワー数は1億1000万人以上であり、イーロン・マスク、バラク・オバマに次いで世界で3番目に多い。スポーツ選手としては世界で最も多く、2位にヴィラット・コーリ、3位にネイマールが続いている。
2016年11月、FOXニュースなどはロナウドがスポーツブランドメーカーナイキ社と総額で1160億円を超えるスポンサー契約（生涯契約）を結んだことを発表。2016年、2017年には2年連続で最も推定年収の高額なスポーツ選手となった。2020年にサッカー選手として初めて生涯収入10億ドル超えを達成した。現役選手の間に生涯収入10億ドル超えを達成したアスリートは史上3人目。
2017年5月、アメリカのESPNは世界で最も有名なアスリート100人を発表し、ロナウドは首位に選出された。2020年時点でロナウドのユニフォーム総売上枚数は1360万枚。2位のデイビッド・ベッカムの1020万枚に大きく差をつけて、歴史上最も多くのサッカーユニフォームを売り上げた選手となった。その他、英国の世論調査会社「YouGov」が発表している「世界で最も尊敬されている人物ランキング」の男性部門で、ロナウドが6位に選ばれた。アスリート、サッカー選手として1位である。
2015年8月、アメリカのポータルサイト『Look to the Stars』はロナウドが『世界で最も善き行いをしたアスリート』の第1位に選ばれたと発表した。ロナウドは何年も前から色々な国々や人々を支援しており、脳の手術を必要とする10歳のファンに8万3000ドル（約1000万円）を寄付したり、母国ポルトガルの癌センターに16万5000ドル（約2000万円）の資金提供をしたり、飢餓や肥満、生物多様性などの問題について自身の名声を使って世界中に訴えかけてきたことなどが主な選出理由とのことである。
献血ができなくなるからという理由で、体には入れ墨を一切入れておらず、かつて受けた「動機が不純。単に自らの名誉と影響力を拡大したいだけ。言ってしまえば、ショーにすぎない」という批判に対しては、「もし、他人を助けることがショーだと言うなら、僕は永遠にこのショーを止めるつもりはない」と語っている。
前述の通り体調管理を徹底しており、息子がコーラやポテトチップスを飲食するとイライラすると語っている。EURO 2020グループステージ、ハンガリー代表戦前の記者会見で、大会スポンサーであるコカ・コーラのペットボトルをどけ、「水を飲め」と語ったことも影響しコカ・コーラの株価は1.6%下落、時価総額は40億ドル（4426億円）下がった。
2022年3月13日のマンチェスター・ユナイテッド対トッテナムの試合を観戦しにきていたトム・ブレイディが観戦後のInstagramで引退後40日で復帰を発表したことに関して、この日ハットトリックでゴール数世界記録を達成したロナウドとの会話がきっかけになったと話題になった。

## 人間関係

### ファーガソンとの関係
マンチェスター・ユナイテッド時代の恩師であるアレックス・ファーガソンを父親と慕っており、代名詞でもあったシザーズフェイントを多用しないなど自身のプレースタイルを変えるきっかけがファーガソンであったと語っている。マンチェスター・ユナイテッドに加入した当初シミュレーションが多かったロナウドに対し、紅白戦やミニゲームでのロナウドが受けたファウルを見逃すようコーチに指示していた。
レアル・マドリード移籍後も、2013年にファーガソンが監督業を引退した際や2018年に脳出血により緊急手術を行った際などにも自身のTwitterにてコメントを寄せている。また、レアル・マドリードが2016-17シーズンのUEFAチャンピオンズリーグを優勝した時には、控室で抱擁を交わしマン・オブ・ザ・マッチの盾を手渡すなど良好な関係が続いており、ロナウドがマンチェスター・ユナイテッドを去った後も頻繁に連絡を取り合っている。
ユヴェントスFCからの移籍の際にも、元々マンチェスター・シティFCへの移籍報道が過熱していたが、ファーガソンは直接ロナウドに連絡を取り、結果として同じくマンチェスターを本拠地とするライバルではなくマンチェスター・ユナイテッドへの復帰が決まった。マンチェスター・ユナイテッド復帰後、自身のInstagramにを綴った意気込みも、「P.S.　サー・アレックス・ファーガソン、あなたのために…（PS - Sir Alex, this one is for you…）」という一文で締めくくっている。

### メッシとの関係

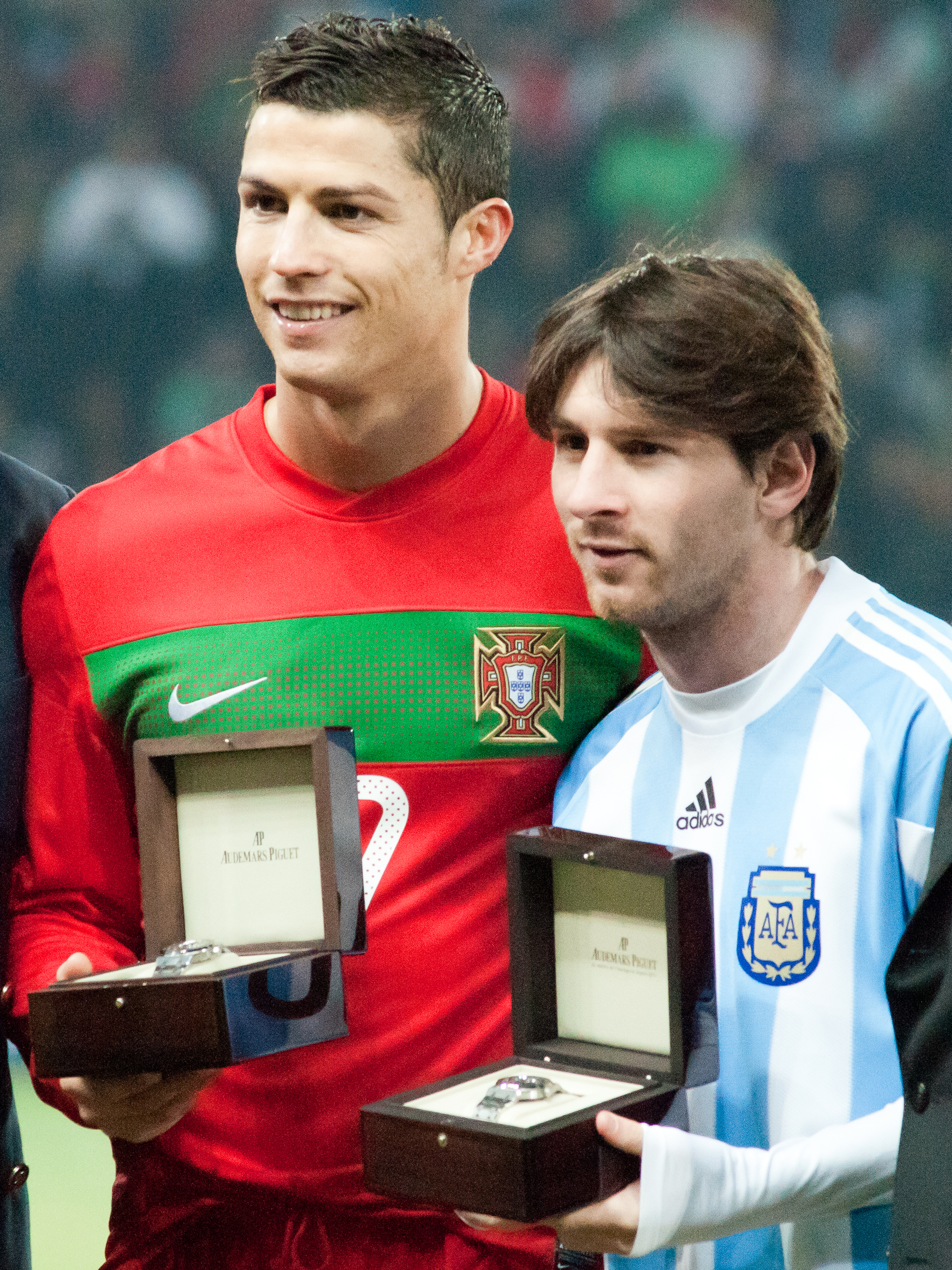
ロナウドとメッシ（2011年）

2008年から2017年までバロンドールを独占しており、キャリアハイにレアル・マドリードとFCバルセロナというライバルチームでエースを務めていたロナウドとリオネル・メッシはしばしばライバルと目されることがある。
ロナウドはアイルトン・セナとアラン・プロストを例に出し、「間違いなくメッシは私をより良い選手にしてくれたし、逆も然りだ」「我々は良い関係性を築けている。我々はまだ一緒にディナーをしたことはないが、いつの日かできることを願っている」とメッシとは良好なライバル関係であるとした。メッシはロナウドがユヴェントスFCへ移籍したことについて、「クリスチアーノがラ・リーガにいなくて寂しく思う。彼はラ・リーガを偉大なものにした。彼が我々両方をより良い選手にしてくれた。我々は常にお互いを追い越そうとしていた」と語った。ロナウドがユヴェントスへ移籍して以降初対決となったUEFAチャンピオンズリーグのグループリーグ最終節、バルセロナ戦後には、「彼とは常に親愛の関係にある。ライバルとして見たことはなかった。メディアがつくりあげたことだ」と語った。
ロナウドとメッシの誕生日は869日違いだが、彼等の長男も869日違いである。ロナウドの息子はメッシのファンと言われており、メッシの息子もロナウドのファンであるとの憶測もある。

## エピソード

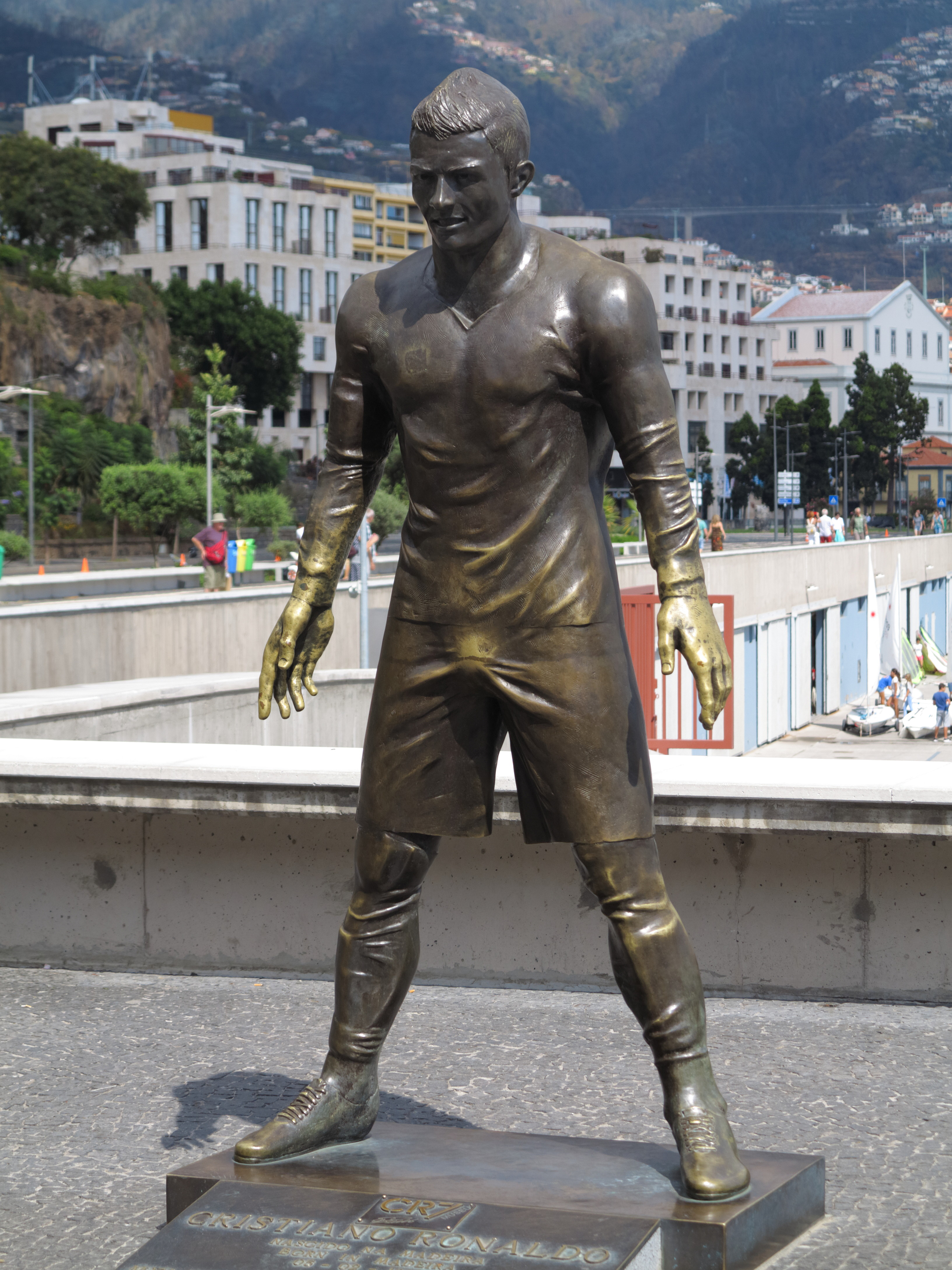
故郷であるフンシャルに建てられたロナウドの像

スポルティング時代からコーチ陣揃って認めるほどの練習の虫で、現在でも居残り練習を積極的に行っている。マンチェスター・ユナイテッドやレアル・マドリードでのチームメイトやコーチもその練習での態度を感服している。
2007年に来日した際、TBSのスーパーサッカーのインタビューに出演する予定だったが、体調不良によりキャンセルしたためチームメイトのリオ・ファーディナンドが代理を務めた。ロナウド本人が拙い日本語で謝罪する映像も流れた。
2008年にスイスとオーストリアで共同開催されたEURO2008で、LG電子が実施した欧州の女性1万2000人による最もハンサムな選手の人気投票で1位となる。特にイタリア、ドイツ、スウェーデンからの票が多かったとのこと。
故郷フンシャルに自分のファッションブランド「CR7」の店を開いている。2人の姉が経営しており、2008年10月にリスボンに2号店を開店している。その後もアメリカ人デザイナーのリチャード・チャイと連携しブランド「CR7 Underwear」や「CR7 Shirts」をオープンさせた。他にもポルトガル製の靴ブランド「CR7 Footwear」もオープンしている。
2009年、レアル・マドリードはロナウドの両足に9000万ポンド（約155億円）の保険をかけた。ロナウドにかかった破格の移籍金を無駄にしたくないとの思いから、怪我など予測不能なリスクに備えるためだという。ちなみにロナウドは2008年7月に右足首を手術しており、他にもひざには慢性的な問題を抱えている。
2010年2月21日のビジャレアルCF戦で直接フリーキックを決め先制点を挙げたが、ロナウドはこのゴールを当時豪雨に見舞われていた故郷のマデイラ島に捧げた。この洪水で叔母(母の姉妹)が家を失い、3月に従兄のミゲル・サントスが交通事故で死亡した。
2011年5月10日のヘタフェCF戦ではロナウドがクリアしたボールがスタンドの観客に直撃してしまった。観客に怪我はなかったものの、ロナウドは試合後に観客のもとへ行き謝罪し、ユニフォームをプレゼントした。また、2013年7月21日に行われたAFCボーンマス戦で、ロナウドが放ったフリーキックは11歳の少年に当たり手首を骨折してしまった。そのお詫びとして自分と他の選手達のサインが入ったユニフォームを届けた。
同年に男子100m走・60m走のスペイン記録保持者アンヘル・ダビド・ロドリゲスと25m走勝負をしたことがある。勝負は直線とジグザグの2本で、直線の勝負は3秒31をマークしたロドリゲスに敗れたが（ロナウドは3秒61）、ジグザグの勝負は6秒35をマークしてロドリゲスに勝利した（ロドリゲスは6秒86）。
同年8月にマイアミで行われたチェルシーとのプレシーズンマッチにおいて、試合中に乱入してロナウドに抱きついてきた観客のアルバニア人の留学生に対して、起訴を取り下げるようフロリダの検察にロナウドより嘆願書が届けられた。その嘆願書を受けた検察は、告訴を取り下げた。

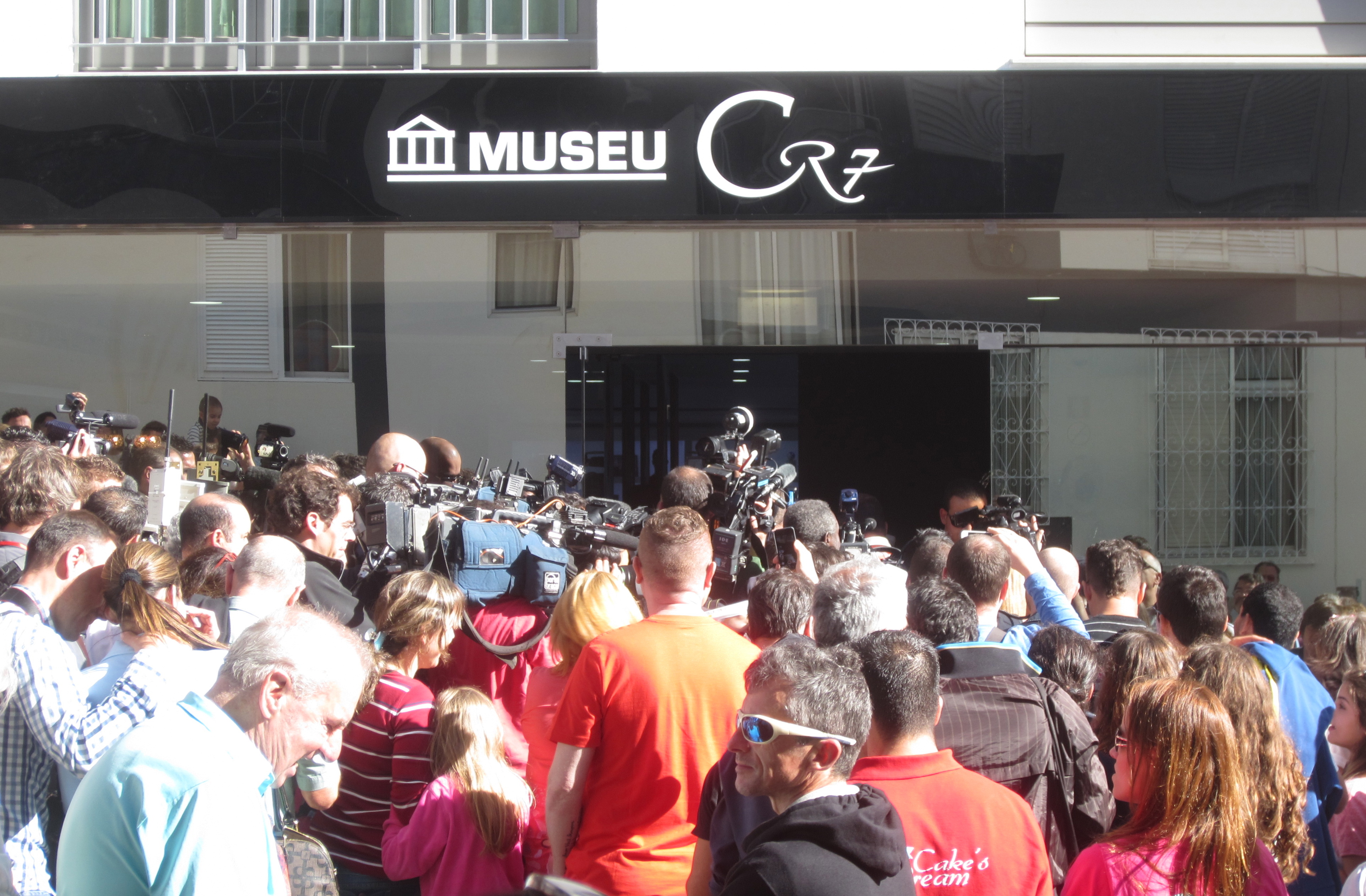
自らの博物館「Museu CR7」オープンの様子

2013年12月、生まれ故郷であるフンシャルに自らの記念博物館である「Museu CR7」をオープンさせた。
2014年1月に母国ポルトガルでアニーバル・カヴァコ・シルヴァ大統領から、エンリケ航海王子勲章の上位から三番目である『大将校』を授与された。これまでサッカー関係者で勲章を受賞したのは、『大十字賞』を授与されたエウゼビオとロナウドの二人のみである。
2014年12月、地元フンシャルにてロナウドの銅像が披露された。しかし、現地住民からはその出来について批判の声が上がった。
2015年、ヨーロッパ南天天文台が新たに発見した銀河にコスモス・レッドシフト7と命名、略称はCR7。天文学者のチームは、クリスティアーノ・ロナウドにインスパイアされて名付けたことを認めている。
2015年8月、ロナウドの代理人でかつてクラブを移籍するにあたって世話になったジョルジュ・メンデスへの結婚祝いとしてギリシャのとある島をプレゼントしたことが世界的なニュースとなった。島の値段はおよそ4億円〜70億円で、かつてロナウドもこの島にバカンスで訪れたことがあり、自身が気に入っていた島の一つを親友であるメンデスへプレゼントしたとのことである。
ポルトガル代表のEURO2016初優勝後の2016年7月22日、ロナウドの功績を称え、故郷マデイラ島にあるマデイラ空港が「クリスティアーノ・ロナウド国際空港」に名称が変更されることが決定した。名称が変更された2017年3月29日にはロナウド自身も同空港で行なわれた式典に出席したが、同空港に設置された銅像がロナウドに似ていないことが話題となった。
2020年10月13日、ポルトガルサッカー連盟はロナウドが新型コロナウイルスの陽性反応が確認されたことを発表した。
2021年6月14日、EURO2020のグループステージ第1試合ハンガリー戦の前の記者会見に出席。登場すると真っ先に自分の席の前に置いてある大会公式スポンサーであるコカ・コーラ社のコカ・コーラを自分の視界に入らないよう脇に退けて、「アグア（ポルトガル語で水の意）」と発言した。この記者会見が影響したのか、コカ・コーラ社の株価が下がり始め、時価総額は2,420億ドルから2,380億ドルへと下落、同社にとって40億ドル（約4,400億円）の損失になった。この行動は他の出場選手にも影響を与え、フランスのポール・ポグバやイタリアのマヌエル・ロカテッリらが、同様に会見でスポンサーの商品であるコーラやハイネケンを退けた他、ウクライナのアンドリー・ヤルモレンコは逆に近くに寄せて「ロナウドは退けてたけど俺はここに置くよ！スポンサー企業の人からの連絡待ってます。」と発言して笑いを取る、ロシア代表監督のスタニスラフ・チェルチェソフは瓶同士でコーラを器用に開栓して会見中に飲むなど、模倣する流れが生まれた。

## 個人成績

### クラブ
| クラブ                       | シーズン | 背番号 | リーグ | リーグ | カップ | カップ | リーグカップ | リーグカップ | CL   | CL   | CL予選 | CL予選 | EL   | EL   | ACL  | ACL  | 国内 SC | 国内 SC | UEFA SC | UEFA SC | CWC  | CWC  | 期間通算 | 期間通算 | 期間通算 |
| クラブ                       | シーズン | 背番号 | 出場   | 得点   | 出場   | 得点   | 出場         | 得点         | 出場 | 得点 | 出場   | 得点   | 出場 | 得点 | 出場 | 得点 | 出場    | 得点    | 出場    | 得点    | 出場 | 得点 | 出場     | 得点     | アシスト |
| ---------------------------- | -------- | ------ | ------ | ------ | ------ | ------ | ------------ | ------------ | ---- | ---- | ------ | ------ | ---- | ---- | ---- | ---- | ------- | ------- | ------- | ------- | ---- | ---- | -------- | -------- | -------- |
| スポルティング               |          |        |        |        |        |        |              |              |      |      |        |        |      |      |      |      |         |         |         |         |      |      |          |          |          |
| 2002-03                      | 28       | 25     | 3      | 3      | 2      | -      | -            | -            | -    | 1    | 0      | 2      | 0    | -    | -    | 0    | 0       | -       | -       | -       | -    | 31   | 5        | 6        |          |
| 通算                         | 通算     | 25     | 3      | 3      | 2      | -      | -            | -            | -    | 1    | 0      | 2      | 0    | -    | -    | 0    | 0       | -       | -       | -       | -    | 31   | 5        | 6        |          |
| マンチェスター・ユナイテッド | 2003-04  | 7      | 29     | 4      | 5      | 2      | 1            | 0            | 5    | 0    | -      | -      | -    | -    | -    | -    | 0       | 0       | -       | -       | -    | -    | 40       | 6        | 9        |
| マンチェスター・ユナイテッド | 2004-05  | 7      | 33     | 5      | 7      | 4      | 2            | 0            | 8    | 0    | -      | -      | -    | -    | -    | -    | 0       | 0       | -       | -       | -    | -    | 50       | 9        | 9        |
| マンチェスター・ユナイテッド | 2005-06  | 7      | 33     | 9      | 2      | 0      | 4            | 2            | 8    | 1    | -      | -      | -    | -    | -    | -    | -       | -       | -       | -       | -    | -    | 47       | 12       | 9        |
| マンチェスター・ユナイテッド | 2006-07  | 7      | 34     | 17     | 7      | 3      | 1            | 0            | 11   | 3    | -      | -      | -    | -    | -    | -    | -       | -       | -       | -       | -    | -    | 53       | 23       | 22       |
| マンチェスター・ユナイテッド | 2007-08  | 7      | 34     | 31     | 3      | 3      | 0            | 0            | 11   | 8    | -      | -      | -    | -    | -    | -    | 1       | 0       | -       | -       | -    | -    | 49       | 42       | 8        |
| マンチェスター・ユナイテッド | 2008-09  | 7      | 33     | 18     | 2      | 1      | 4            | 2            | 12   | 4    | -      | -      | -    | -    | -    | -    | 0       | 0       | 0       | 0       | 2    | 1    | 53       | 26       | 12       |
| マンチェスター・ユナイテッド | 通算     | 通算   | 196    | 84     | 26     | 13     | 12           | 4            | 55   | 16   | -      | -      | -    | -    | -    | -    | 1       | 0       | 0       | 0       | 2    | 1    | 292      | 118      | 69       |
| レアル・マドリード           | 2009-10  | 9      | 29     | 26     | 0      | 0      | -            | -            | 6    | 7    | -      | -      | -    | -    | -    | -    | -       | -       | -       | -       | -    | -    | 35       | 33       | 11       |
| レアル・マドリード           | 2010-11  | 7      | 34     | 40     | 8      | 7      | -            | -            | 12   | 6    | -      | -      | -    | -    | -    | -    | -       | -       | -       | -       | -    | -    | 54       | 53       | 18       |
| レアル・マドリード           | 2011-12  | 7      | 38     | 46     | 5      | 3      | -            | -            | 10   | 10   | -      | -      | -    | -    | -    | -    | 2       | 1       | -       | -       | -    | -    | 55       | 60       | 15       |
| レアル・マドリード           | 2012-13  | 7      | 34     | 34     | 7      | 7      | -            | -            | 12   | 12   | -      | -      | -    | -    | -    | -    | 2       | 2       | -       | -       | -    | -    | 55       | 55       | 13       |
| レアル・マドリード           | 2013-14  | 7      | 30     | 31     | 6      | 3      | -            | -            | 11   | 17   | -      | -      | -    | -    | -    | -    | -       | -       | -       | -       | -    | -    | 47       | 51       | 17       |
| レアル・マドリード           | 2014-15  | 7      | 35     | 48     | 2      | 1      | -            | -            | 12   | 10   | -      | -      | -    | -    | -    | -    | 2       | 0       | 1       | 2       | 2    | 0    | 54       | 61       | 23       |
| レアル・マドリード           | 2015-16  | 7      | 36     | 35     | 0      | 0      | -            | -            | 12   | 16   | -      | -      | -    | -    | -    | -    | -       | -       | -       | -       | -    | -    | 48       | 51       | 15       |
| レアル・マドリード           | 2016-17  | 7      | 29     | 25     | 2      | 1      | -            | -            | 13   | 12   | -      | -      | -    | -    | -    | -    | -       | -       | -       | -       | 2    | 4    | 46       | 42       | 12       |
| レアル・マドリード           | 2017-18  | 7      | 27     | 26     | 0      | 0      | -            | -            | 13   | 15   | -      | -      | -    | -    | -    | -    | 1       | 1       | 1       | 0       | 2    | 2    | 44       | 44       | 8        |
| レアル・マドリード           | 通算     | 通算   | 292    | 311    | 30     | 22     | -            | -            | 101  | 105  | -      | -      | -    | -    | -    | -    | 7       | 3       | 2       | 3       | 6    | 6    | 438      | 450      | 132      |
| ユヴェントスFC               | 2018-19  | 7      | 31     | 21     | 2      | 0      | -            | -            | 9    | 6    | -      | -      | -    | -    | -    | -    | 1       | 1       | -       | -       | -    | -    | 43       | 28       | 11       |
| ユヴェントスFC               | 2019-20  | 7      | 33     | 31     | 4      | 2      | -            | -            | 8    | 4    | -      | -      | -    | -    | -    | -    | 1       | 0       | -       | -       | -    | -    | 46       | 37       | 7        |
| ユヴェントスFC               | 2020-21  | 7      | 33     | 29     | 4      | 2      | -            | -            | 6    | 4    | -      | -      | -    | -    | -    | -    | 1       | 1       | -       | -       | -    | -    | 44       | 36       | 5        |
| ユヴェントスFC               | 2021-22  | 7      | 1      | 0      | -      | -      | -            | -            | -    | -    | -      | -      | -    | -    | -    | -    | -       | -       | -       | -       | -    | -    | 1        | 0        | 0        |
| ユヴェントスFC               | 通算     | 通算   | 98     | 81     | 10     | 4      | -            | -            | 23   | 14   | -      | -      | -    | -    | -    | -    | 3       | 2       | -       | -       | -    | -    | 134      | 101      | 23       |
| マンチェスター・ユナイテッド | 2021-22  | 7      | 30     | 18     | 1      | 0      | 0            | 0            | 7    | 6    | -      | -      | -    | -    | -    | -    | -       | -       | -       | -       | -    | -    | 38       | 24       | 3        |
| マンチェスター・ユナイテッド | 2022-23  | 7      | 10     | 1      | 0      | 0      | 0            | 0            | -    | -    | -      | -      | 6    | 2    | -    | -    | -       | -       | -       | -       | -    | -    | 16       | 3        | 2        |
| マンチェスター・ユナイテッド | 通算     | 通算   | 40     | 19     | 2      | 0      | 0            | 0            | 7    | 6    | -      | -      | 6    | 2    | -    | -    | -       | -       | -       | -       | -    | -    | 54       | 27       | 5        |
| アル・ナスル                 | 2022-23  | 7      | 16     | 14     | 2      | 0      | -            | -            | -    | -    | -      | -      | -    | -    | -    | -    | 1       | 0       | -       | -       | -    | -    | 16       | 14       | 2        |
| アル・ナスル                 | 2023-24  | 7      | 31     | 35     | 4      | 3      | 6            | 6            | -    | -    | -      | -      | -    | -    | 9    | 6    | 1       | 0       | -       | -       | -    | -    | 51       | 50       | 13       |
| アル・ナスル                 | 2024-25  | 7      | 30     | 25     | 1      | 0      | -            | -            | -    | -    | -      | -      | -    | -    | 8    | 8    | 2       | 2       | -       | -       | -    | -    | 41       | 35       | 4        |
| 通算                         | 通算     | 通算   | 77     | 74     | 7      | 3      | 6            | 6            | -    | -    | -      | -      | -    | -    | 17   | 14   | 4       | 2       | -       | -       | -    | -    | 111      | 99       | 19       |
| 総通算                       | 総通算   | 総通算 | 730    | 572    | 77     | 44     | 18           | 10           | 186  | 141  | 1      | 0      | 8    | 2    | 17   | 14   | 15      | 7       | 2       | 3       | 8    | 7    | 1062     | 800      | 254      |

### 代表
- 国際Aマッチ 221試合 138得点（2003年 - ）[439]

| ポルトガル代表 | 国際Aマッチ | 国際Aマッチ |
| 年             | 出場        | 得点        |
| -------------- | ----------- | ----------- |
| 2003           | 2           | 0           |
| 2004           | 16          | 7           |
| 2005           | 11          | 2           |
| 2006           | 14          | 6           |
| 2007           | 10          | 5           |
| 2008           | 8           | 1           |
| 2009           | 7           | 1           |
| 2010           | 11          | 3           |
| 2011           | 8           | 7           |
| 2012           | 13          | 5           |
| 2013           | 9           | 10          |
| 2014           | 9           | 5           |
| 2015           | 5           | 3           |
| 2016           | 13          | 13          |
| 2017           | 11          | 11          |
| 2018           | 7           | 6           |
| 2019           | 10          | 14          |
| 2020           | 6           | 3           |
| 2021           | 14          | 13          |
| 2022           | 12          | 3           |
| 2023           | 9           | 10          |
| 2024           | 12          | 7           |
| 2025           | 4           | 3           |
| 通算           | 221         | 138         |

### 代表での得点
| #    | 日時           | 場所                                                 | 対戦相手                 | スコア | 最終結果 | 大会                                              |
| ---- | -------------- | ---------------------------------------------------- | ------------------------ | ------ | -------- | ------------------------------------------------- |
| 1.   | 2004年6月12日  | エスタディオ・ド・ドラゴン、ポルト                   | ギリシャ                 | 1 – 2  | 1 – 2    | UEFA EURO 2004                                    |
| 2.   | 2004年6月30日  | エスタディオ・ジョゼ・アルヴァラーデ、リスボン       | オランダ                 | 2 – 0  | 2 – 1    | UEFA EURO 2004                                    |
| 3.   | 2004年9月4日   | スコント・スタディオン、リガ                         | ラトビア                 | 0 – 1  | 0 – 2    | 2006 FIFAワールドカップ・ヨーロッパ予選           |
| 4.   | 2004年9月8日   | エスタディオ・Dr. マガリャンイス・ペッソア、レイリア | エストニア               | 1 – 0  | 4 – 0    | 2006 FIFAワールドカップ・ヨーロッパ予選           |
| 5.   | 2004年10月13日 | エスタディオ・ジョゼ・アルヴァラーデ、リスボン       | ロシア                   | 2 – 0  | 7 – 1    | 2006 FIFAワールドカップ・ヨーロッパ予選           |
| 6.   | 2004年10月13日 | エスタディオ・ジョゼ・アルヴァラーデ、リスボン       | ロシア                   | 4 – 0  | 7 – 1    | 2006 FIFAワールドカップ・ヨーロッパ予選           |
| 7.   | 2004年11月7日  | スタッド・ヨジー・バーテル、ルクセンブルク市         | ルクセンブルク           | 0 – 2  | 0 – 5    | 2006 FIFAワールドカップ・ヨーロッパ予選           |
| 8.   | 2005年6月4日   | エスタディオ・ダ・ルス、リスボン                     | スロバキア               | 2 – 0  | 2 – 0    | 2006 FIFAワールドカップ・ヨーロッパ予選           |
| 9.   | 2005年6月8日   | ア・ル・コック・アレーナ、タリン                     | エストニア               | 0 – 1  | 0 – 1    | 2006 FIFAワールドカップ・ヨーロッパ予選           |
| 10.  | 2006年3月1日   | エスプリ・アレーナ、デュッセルドルフ                 | サウジアラビア           | 0 – 1  | 0 – 3    | 親善試合                                          |
| 11.  | 2006年3月1日   | エスプリ・アレーナ、デュッセルドルフ                 | サウジアラビア           | 0 – 3  | 0 – 3    | 親善試合                                          |
| 12.  | 2006年6月17日  | ヴァルトシュタディオン、フランクフルト               | イラン                   | 2 – 0  | 2 – 0    | 2006 FIFAワールドカップ                           |
| 13.  | 2006年10月7日  | エスタディオ・ド・ベッサ、ポルト                     | アゼルバイジャン         | 1 – 0  | 3 – 0    | UEFA EURO 2008予選                                |
| 14.  | 2006年10月7日  | エスタディオ・ド・ベッサ、ポルト                     | アゼルバイジャン         | 3 – 0  | 3 – 0    | UEFA EURO 2008予選                                |
| 15.  | 2006年11月15日 | エスタディオ・シダデ・デ・コインブラ、コインブラ     | カザフスタン             | 2 – 0  | 3 – 0    | UEFA EURO 2008予選                                |
| 16.  | 2007年3月24日  | エスタディオ・ジョゼ・アルヴァラーデ、リスボン       | ベルギー                 | 2 – 0  | 4 – 0    | UEFA EURO 2008予選                                |
| 17.  | 2007年3月24日  | エスタディオ・ジョゼ・アルヴァラーデ、リスボン       | ベルギー                 | 4 – 0  | 4 – 0    | UEFA EURO 2008予選                                |
| 18.  | 2007年8月22日  | ハンラペタカン・スタジアム、エレバン                 | アルメニア               | 1 – 1  | 1 – 1    | UEFA EURO 2008予選                                |
| 19.  | 2007年9月8日   | エスタディオ・ダ・ルス、リスボン                     | ポーランド               | 2 – 1  | 2 – 2    | UEFA EURO 2008予選                                |
| 20.  | 2007年10月17日 | アルマトイ・オルタリク・スタディオン、アルマトイ     | カザフスタン             | 0 – 2  | 1 – 2    | UEFA EURO 2008予選                                |
| 21.  | 2008年6月11日  | スタッド・ドゥ・ジュネーヴ、ジュネーヴ               | チェコ                   | 1 – 2  | 1 – 3    | UEFA EURO 2008                                    |
| 22.  | 2009年2月11日  | エスタディオ・アルガルヴェ、ファロ                   | フィンランド             | 1 – 0  | 1 – 0    | 親善試合                                          |
| 23.  | 2010年6月21日  | ケープタウン・スタジアム、ケープタウン               | 朝鮮民主主義人民共和国   | 6 – 0  | 7 – 0    | 2010 FIFAワールドカップ                           |
| 24.  | 2010年10月8日  | エスタディオ・ド・ドラゴン、ポルト                   | デンマーク               | 3 – 1  | 3 – 1    | UEFA EURO 2012予選                                |
| 25.  | 2010年10月12日 | ラウガルタルスヴェルル、レイキャヴィーク             | アイスランド             | 0 – 1  | 1 – 3    | UEFA EURO 2012予選                                |
| 26.  | 2011年2月9日   | スタッド・ドゥ・ジュネーヴ、ジュネーヴ               | アルゼンチン             | 1 – 1  | 2 – 1    | 親善試合                                          |
| 27.  | 2011年8月10日  | エスタディオ・アルガルヴェ、ファロ                   | ルクセンブルク           | 2 – 0  | 5 – 0    | 親善試合                                          |
| 28.  | 2011年9月2日   | GSPスタジアム、ニコシア                              | キプロス                 | 1 – 0  | 4 – 0    | UEFA EURO 2012予選                                |
| 29.  | 2011年9月2日   | GSPスタジアム、ニコシア                              | キプロス                 | 2 – 0  | 4 – 0    | UEFA EURO 2012予選                                |
| 30.  | 2011年10月11日 | パルケン・スタディオン、コペンハーゲン               | デンマーク               | 2 – 1  | 2 – 1    | UEFA EURO 2012予選                                |
| 31.  | 2011年11月15日 | エスタディオ・ダ・ルス、リスボン                     | ボスニア・ヘルツェゴビナ | 1 – 0  | 6 – 2    | UEFA EURO 2012予選プレーオフ                      |
| 32.  | 2011年11月15日 | エスタディオ・ダ・ルス、リスボン                     | ボスニア・ヘルツェゴビナ | 3 – 1  | 6 – 2    | UEFA EURO 2012予選プレーオフ                      |
| 33.  | 2012年6月17日  | メタリスト・スタジアム、ハルキウ                     | オランダ                 | 1 – 1  | 2 – 1    | UEFA EURO 2012                                    |
| 34.  | 2012年6月17日  | メタリスト・スタジアム、ハルキウ                     | オランダ                 | 2 – 1  | 2 – 1    | UEFA EURO 2012                                    |
| 35.  | 2012年6月21日  | ワルシャワ国立競技場、ワルシャワ                     | チェコ                   | 0 – 1  | 0 – 1    | UEFA EURO 2012                                    |
| 36.  | 2012年8月15日  | エスタディオ・アルガルヴェ、ファロ                   | パナマ                   | 2 – 0  | 2 – 0    | 親善試合                                          |
| 37.  | 2012年9月7日   | スタッド・ヨジー・バーテル、ルクセンブルク           | ルクセンブルク           | 1 – 1  | 1 – 2    | 2014 FIFAワールドカップ・ヨーロッパ予選           |
| 38.  | 2013年2月6日   | エスタディオ・アルフォンソ・エンリケス、ギマランイス | エクアドル               | 1 – 1  | 2 – 3    | 親善試合                                          |
| 39.  | 2013年6月10日  | スタッド・ドゥ・ジュネーヴ、ジュネーヴ               | クロアチア               | 0 – 1  | 0 – 1    | 親善試合                                          |
| 40.  | 2013年8月14日  | エスタディオ・アルガルヴェ、ファロ                   | オランダ                 | 1 – 1  | 1 – 1    | 親善試合                                          |
| 41.  | 2013年9月6日   | ウィンザー・パーク、ベルファスト                     | 北アイルランド           | 2 – 2  | 2 – 4    | 2014 FIFAワールドカップ・ヨーロッパ予選           |
| 42.  | 2013年9月6日   | ウィンザー・パーク、ベルファスト                     | 北アイルランド           | 2 – 3  | 2 – 4    | 2014 FIFAワールドカップ・ヨーロッパ予選           |
| 43.  | 2013年9月6日   | ウィンザー・パーク、ベルファスト                     | 北アイルランド           | 2 – 4  | 2 – 4    | 2014 FIFAワールドカップ・ヨーロッパ予選           |
| 44.  | 2013年11月15日 | エスタディオ・ダ・ルス、リスボン                     | スウェーデン             | 1 – 0  | 1 – 0    | 2014 FIFAワールドカップ・ヨーロッパ予選プレーオフ |
| 45.  | 2013年11月19日 | フレンズ・アレーナ、ソルナ                           | スウェーデン             | 0 – 1  | 2 – 3    | 2014 FIFAワールドカップ・ヨーロッパ予選プレーオフ |
| 46.  | 2013年11月19日 | フレンズ・アレーナ、ソルナ                           | スウェーデン             | 2 – 2  | 2 – 3    | 2014 FIFAワールドカップ・ヨーロッパ予選プレーオフ |
| 47.  | 2013年11月19日 | フレンズ・アレーナ、ソルナ                           | スウェーデン             | 2 – 3  | 2 – 3    | 2014 FIFAワールドカップ・ヨーロッパ予選プレーオフ |
| 48.  | 2014年3月5日   | エスタディオ・Dr. マガリャンイス・ペッソア、レイリア | カメルーン               | 1 – 0  | 5 – 1    | 親善試合                                          |
| 49.  | 2014年3月5日   | エスタディオ・Dr. マガリャンイス・ペッソア、レイリア | カメルーン               | 5 – 1  | 5 – 1    | 親善試合                                          |
| 50.  | 2014年6月26日  | ナシオナル、ブラジリア                               | ガーナ                   | 2 – 1  | 2 – 1    | 2014 FIFAワールドカップ                           |
| 51.  | 2014年10月14日 | パルケン・スタディオン、コペンハーゲン               | デンマーク               | 0 – 1  | 0 – 1    | UEFA EURO 2016予選                                |
| 52.  | 2014年11月14日 | エスタディオ・アルガルヴェ、ファロ                   | アルメニア               | 1 – 0  | 1 – 0    | UEFA EURO 2016予選                                |
| 53.  | 2015年6月13日  | ハンラペタカン・スタジアム、エレバン                 | アルメニア               | 1 – 1  | 2 – 3    | UEFA EURO 2016予選                                |
| 54.  | 2015年6月13日  | ハンラペタカン・スタジアム、エレバン                 | アルメニア               | 1 – 2  | 2 – 3    | UEFA EURO 2016予選                                |
| 55.  | 2015年6月13日  | ハンラペタカン・スタジアム、エレバン                 | アルメニア               | 1 – 3  | 2 – 3    | UEFA EURO 2016予選                                |
| 56.  | 2016年3月29日  | エスタディオ・Dr. マガリャンイス・ペッソア、レイリア | ベルギー                 | 2 – 0  | 2 – 1    | 親善試合                                          |
| 57.  | 2016年6月8日   | エスタディオ・ダ・ルス、リスボン                     | エストニア               | 1 – 0  | 7 – 0    | 親善試合                                          |
| 58.  | 2016年6月8日   | エスタディオ・ダ・ルス、リスボン                     | エストニア               | 3 – 0  | 7 – 0    | 親善試合                                          |
| 59.  | 2016年6月22日  | パルク・オリンピック・リヨン、リヨン                 | ハンガリー               | 2 – 2  | 3 – 3    | UEFA EURO 2016                                    |
| 60.  | 2016年6月22日  | パルク・オリンピック・リヨン、リヨン                 | ハンガリー               | 3 – 3  | 3 – 3    | UEFA EURO 2016                                    |
| 61.  | 2016年7月6日   | パルク・オリンピック・リヨン、リヨン                 | ウェールズ               | 1 – 0  | 2 – 0    | UEFA EURO 2016                                    |
| 62.  | 2016年10月7日  | エスタディオ・ムニシパル・デ・アヴェイロ、アヴェイロ | アンドラ                 | 1 – 0  | 6 – 0    | 2018 FIFAワールドカップ・ヨーロッパ予選           |
| 63.  | 2016年10月7日  | エスタディオ・ムニシパル・デ・アヴェイロ、アヴェイロ | アンドラ                 | 2 – 0  | 6 – 0    | 2018 FIFAワールドカップ・ヨーロッパ予選           |
| 64.  | 2016年10月7日  | エスタディオ・ムニシパル・デ・アヴェイロ、アヴェイロ | アンドラ                 | 4 – 0  | 6 – 0    | 2018 FIFAワールドカップ・ヨーロッパ予選           |
| 65.  | 2016年10月7日  | エスタディオ・ムニシパル・デ・アヴェイロ、アヴェイロ | アンドラ                 | 5 – 0  | 6 – 0    | 2018 FIFAワールドカップ・ヨーロッパ予選           |
| 66.  | 2016年10月11日 | トースヴェリュール、トースハウン                     | フェロー諸島             | 0 – 4  | 0 – 6    | 2018 FIFAワールドカップ・ヨーロッパ予選           |
| 67.  | 2016年11月13日 | エスタディオ・アルガルヴェ、ファロ                   | ラトビア                 | 1 – 0  | 4 – 1    | 2018 FIFAワールドカップ・ヨーロッパ予選           |
| 68.  | 2016年11月13日 | エスタディオ・アルガルヴェ、ファロ                   | ラトビア                 | 3 – 1  | 4 – 1    | 2018 FIFAワールドカップ・ヨーロッパ予選           |
| 69.  | 2017年3月25日  | エスタディオ・アルガルヴェ、ファロ                   | ハンガリー               | 2 – 0  | 3 – 0    | 2018 FIFAワールドカップ・ヨーロッパ予選           |
| 70.  | 2017年3月25日  | エスタディオ・アルガルヴェ、ファロ                   | ハンガリー               | 3 – 0  | 3 – 0    | 2018 FIFAワールドカップ・ヨーロッパ予選           |
| 71.  | 2017年3月28日  | エスタディオ・ド・マリティモ、フンシャル             | スウェーデン             | 1 – 0  | 2 – 3    | 親善試合                                          |
| 72.  | 2017年6月9日   | スコント・スタディオン、リガ                         | ラトビア                 | 0 – 1  | 0 – 3    | 2018 FIFAワールドカップ・ヨーロッパ予選           |
| 73.  | 2017年6月9日   | スコント・スタディオン、リガ                         | ラトビア                 | 0 – 2  | 0 – 3    | 2018 FIFAワールドカップ・ヨーロッパ予選           |
| 74.  | 2017年6月21日  | スパルタク・スタジアム、モスクワ                     | ロシア                   | 0 – 1  | 0 – 1    | FIFAコンフェデレーションズカップ2017              |
| 75.  | 2017年6月24日  | ゼニト・アリーナ、サンクトペテルブルク               | ニュージーランド         | 0 – 1  | 0 – 4    | FIFAコンフェデレーションズカップ2017              |
| 76.  | 2017年8月31日  | エスタディオ・ド・ドラゴン、ポルト                   | フェロー諸島             | 1 – 0  | 5 – 1    | 2018 FIFAワールドカップ・ヨーロッパ予選           |
| 77.  | 2017年8月31日  | エスタディオ・ド・ドラゴン、ポルト                   | フェロー諸島             | 2 – 0  | 5 – 1    | 2018 FIFAワールドカップ・ヨーロッパ予選           |
| 78.  | 2017年8月31日  | エスタディオ・ド・ドラゴン、ポルト                   | フェロー諸島             | 4 – 1  | 5 – 1    | 2018 FIFAワールドカップ・ヨーロッパ予選           |
| 79.  | 2017年10月7日  | エスタディ・ナシオナル、アンドラ・ラ・ベリャ         | アンドラ                 | 0 – 1  | 0 – 2    | 2018 FIFAワールドカップ・ヨーロッパ予選           |
| 80.  | 2018年3月23日  | レッツィグルンド・シュタディオン、チューリッヒ       | エジプト                 | 1 – 1  | 2 – 1    | 親善試合                                          |
| 81.  | 2018年3月23日  | レッツィグルンド・シュタディオン、チューリッヒ       | エジプト                 | 2 – 1  | 2 – 1    | 親善試合                                          |
| 82.  | 2018年6月16日  | フィシュト・オリンピックスタジアム、ソチ             | スペイン                 | 1 – 0  | 3 – 3    | 2018 FIFAワールドカップ                           |
| 83.  | 2018年6月16日  | フィシュト・オリンピックスタジアム、ソチ             | スペイン                 | 2 – 1  | 3 – 3    | 2018 FIFAワールドカップ                           |
| 84.  | 2018年6月16日  | フィシュト・オリンピックスタジアム、ソチ             | スペイン                 | 3 – 3  | 3 – 3    | 2018 FIFAワールドカップ                           |
| 85.  | 2018年6月20日  | ルジニキ・スタジアム、モスクワ                       | モロッコ                 | 1 – 0  | 1 – 0    | 2018 FIFAワールドカップ                           |

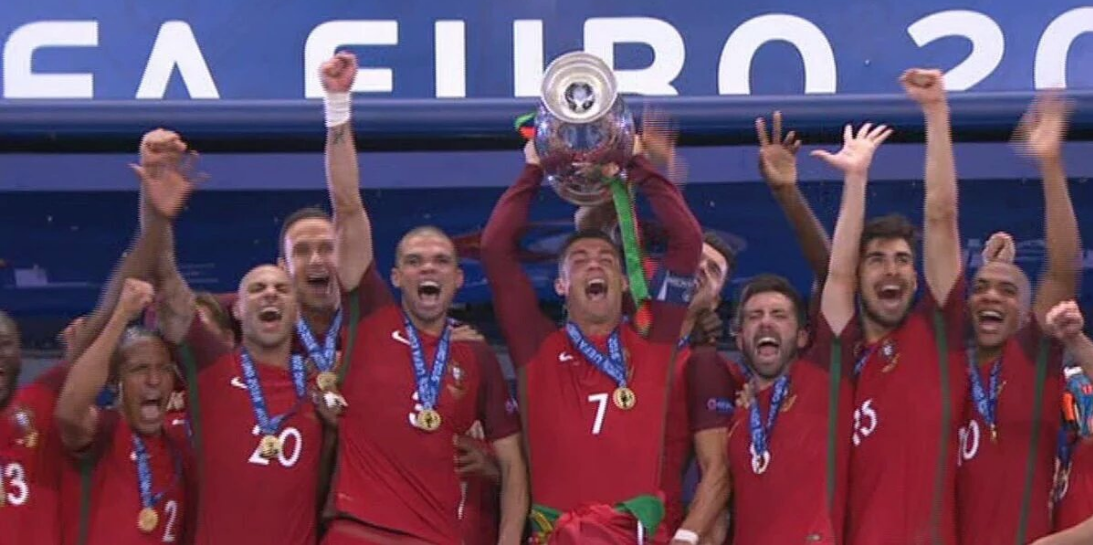
ポルトガル代表初のUEFA欧州選手権優勝を祝うロナウド（2016年）

| 86.  | 2019年6月5日   | エスタディオ・ド・ドラゴン、ポルト                   | スイス                   | 1 – 0  | 3 – 1    | UEFAネーションズリーグ2018-19準決勝               |
| 87.  | 2019年6月5日   | エスタディオ・ド・ドラゴン、ポルト                   | スイス                   | 2 – 1  | 3 – 1    | UEFAネーションズリーグ2018-19準決勝               |
| 88.  | 2019年6月5日   | エスタディオ・ド・ドラゴン、ポルト                   | スイス                   | 3 – 1  | 3 – 1    | UEFAネーションズリーグ2018-19準決勝               |
| 89.  | 2019年9月7日   | スタディオン・ツルヴェナ・ズヴェズダ、ベオグラード   | セルビア                 | 1 – 3  | 2 – 4    | UEFA EURO 2020予選                                |
| 90.  | 2019年9月10日  | LFFスタディオナス、ヴィリニュス                      | リトアニア               | 0 – 1  | 1 – 5    | UEFA EURO 2020予選                                |
| 91.  | 2019年9月10日  | LFFスタディオナス、ヴィリニュス                      | リトアニア               | 1 – 2  | 1 – 5    | UEFA EURO 2020予選                                |
| 92.  | 2019年9月10日  | LFFスタディオナス、ヴィリニュス                      | リトアニア               | 1 – 3  | 1 – 5    | UEFA EURO 2020予選                                |
| 93.  | 2019年9月10日  | LFFスタディオナス、ヴィリニュス                      | リトアニア               | 1 – 4  | 1 – 5    | UEFA EURO 2020予選                                |
| 94.  | 2019年10月11日 | エスタディオ・ジョゼ・アルヴァラーデ、リスボン       | ルクセンブルク           | 2 – 0  | 3 – 0    | UEFA EURO 2020予選                                |
| 95.  | 2019年10月14日 | オリンピスキ・スタジアム、キエフ                     | ウクライナ               | 2 – 1  | 2 – 1    | UEFA EURO 2020予選                                |
| 96.  | 2019年11月14日 | エスタディオ・アルガルヴェ、ファロ                   | リトアニア               | 1 – 0  | 6 – 0    | UEFA EURO 2020予選                                |
| 97.  | 2019年11月14日 | エスタディオ・アルガルヴェ、ファロ                   | リトアニア               | 2 – 0  | 6 – 0    | UEFA EURO 2020予選                                |
| 98.  | 2019年11月14日 | エスタディオ・アルガルヴェ、ファロ                   | リトアニア               | 6 – 0  | 6 – 0    | UEFA EURO 2020予選                                |
| 99.  | 2019年11月17日 | スタッド・ヨジー・バーテル、ルクセンブルク市         | ルクセンブルク           | 0 – 2  | 0 – 2    | UEFA EURO 2020予選                                |
| 100. | 2020年9月8日   | フレンズ・アレーナ、ソルナ                           | スウェーデン             | 0 – 1  | 0 – 2    | UEFAネーションズリーグ2020-21                     |
| 101. | 2020年9月8日   | フレンズ・アレーナ、ソルナ                           | スウェーデン             | 0 – 2  | 0 – 2    | UEFAネーションズリーグ2020-21                     |
| 102. | 2020年11月11日 | エスタディオ・ダ・ルス、リスボン                     | アンドラ                 | 6 – 0  | 7 – 0    | 親善試合                                          |
| 103. | 2021年3月30日  | スタッド・ヨジー・バーテル、ルクセンブルク市         | ルクセンブルク           | 0 – 2  | 0 – 2    | 2022 FIFAワールドカップ・ヨーロッパ予選           |
| 104. | 2021年6月9日   | エスタディオ・ジョゼ・アルヴァラーデ、リスボン       | イスラエル               | 2 – 0  | 4 – 0    | 親善試合                                          |
| 105. | 2021年6月15日  | プスカシュ・アレーナ、ブダペスト                     | ハンガリー               | 2 – 0  | 3 – 0    | UEFA EURO 2020                                    |
| 106. | 2021年6月15日  | プスカシュ・アレーナ、ブダペスト                     | ハンガリー               | 3 – 0  | 3 – 0    | UEFA EURO 2020                                    |
| 107. | 2021年6月19日  | アリアンツ・アレーナ、ミュンヘン                     | ドイツ                   | 1 – 0  | 2 – 4    | UEFA EURO 2020                                    |
| 108. | 2021年6月23日  | プスカシュ・アレーナ、ブダペスト                     | フランス                 | 1 – 0  | 2 – 2    | UEFA EURO 2020                                    |
| 109. | 2021年6月23日  | プスカシュ・アレーナ、ブダペスト                     | フランス                 | 2 – 2  | 2 – 2    | UEFA EURO 2020                                    |
| 110. | 2021年9月1日   | エスタディオ・アルガルヴェ、ファロ                   | アイルランド             | 1 – 1  | 2 – 1    | 2022 FIFAワールドカップ・ヨーロッパ予選           |
| 111. | 2021年9月1日   | エスタディオ・アルガルヴェ、ファロ                   | アイルランド             | 2 – 1  | 2 – 1    | 2022 FIFAワールドカップ・ヨーロッパ予選           |
| 112. | 2021年10月9日  | エスタディオ・アルガルヴェ、ファロ                   | カタール                 | 1 – 0  | 3 – 0    | 親善試合                                          |
| 113. | 2021年10月12日 | エスタディオ・アルガルヴェ、ファロ                   | ルクセンブルク           | 1 – 0  | 5 – 0    | 2022 FIFAワールドカップ・ヨーロッパ予選           |
| 114. | 2021年10月12日 | エスタディオ・アルガルヴェ、ファロ                   | ルクセンブルク           | 2 – 0  | 5 – 0    | 2022 FIFAワールドカップ・ヨーロッパ予選           |
| 115. | 2021年10月12日 | エスタディオ・アルガルヴェ、ファロ                   | ルクセンブルク           | 5 – 0  | 5 – 0    | 2022 FIFAワールドカップ・ヨーロッパ予選           |
| 116. | 2022年6月5日   | エスタディオ・ジョゼ・アルヴァラーデ                 | スイス                   | 2 – 0  | 4 – 0    | UEFAネーションズリーグ2022-23                     |
| 117. | 2022年6月5日   | エスタディオ・ジョゼ・アルヴァラーデ                 | スイス                   | 3 – 0  | 4 – 0    | UEFAネーションズリーグ2022-23                     |
| 118. | 2022年11月24日 | ラス・アブー・アブード・スタジアム、ドーハ           | ガーナ                   | 1 – 0  | 3 – 2    | 2022 FIFAワールドカップ                           |
| 119. | 2023年3月23日  | エスタディオ・ジョゼ・アルヴァラーデ                 | リヒテンシュタイン       | 3 – 0  | 4 – 0    | UEFA EURO 2024予選                                |
| 120. | 2023年3月23日  | エスタディオ・ジョゼ・アルヴァラーデ                 | リヒテンシュタイン       | 4 – 0  | 4 – 0    | UEFA EURO 2024予選                                |
| 121. | 2023年3月26日  | スタッド・ドゥ・ルクセンブルク、ルクセンブルク市     | ルクセンブルク           | 0 – 1  | 0 – 6    | UEFA EURO 2024予選                                |
| 122. | 2023年3月26日  | スタッド・ドゥ・ルクセンブルク、ルクセンブルク市     | ルクセンブルク           | 0 – 2  | 0 – 6    | UEFA EURO 2024予選                                |
| 123. | 2023年6月20日  | ラウガルタルスヴェルル、レイキャビーク               | アイスランド             | 0 – 1  | 0 – 1    | UEFA EURO 2024予選                                |
| 124. | 2023年10月13日 | エスタディオ・ド・ドラゴン、ポルト                   | スロバキア               | 2 – 0  | 3 – 2    | UEFA EURO 2024予選                                |
| 125. | 2023年10月13日 | エスタディオ・ド・ドラゴン、ポルト                   | スロバキア               | 3 – 1  | 3 – 2    | UEFA EURO 2024予選                                |
| 126. | 2023年10月16日 | スタディオン・ビリノ・ポリェ、ゼニツァ               | ボスニア・ヘルツェゴビナ | 0 – 1  | 0 – 5    | UEFA EURO 2024予選                                |
| 127. | 2023年10月16日 | スタディオン・ビリノ・ポリェ、ゼニツァ               | ボスニア・ヘルツェゴビナ | 0 – 2  | 0 – 5    | UEFA EURO 2024予選                                |
| 128. | 2023年11月16日 | ラインパーク・シュタディオン、ファドゥーツ           | リヒテンシュタイン       | 0 – 1  | 0 – 2    | UEFA EURO 2024予選                                |
| 129. | 2024年6月11日  | エスタディオ・ムニシパル・デ・アヴェイロ、アヴェイロ | アイルランド             | 2 – 0  | 3 – 0    | 親善試合                                          |
| 130. | 2024年6月11日  | エスタディオ・ムニシパル・デ・アヴェイロ、アヴェイロ | アイルランド             | 3 – 0  | 3 – 0    | 親善試合                                          |
| 131. | 2024年9月5日   | エスタディオ・ダ・ルス、リスボン                     | クロアチア               | 2 – 0  | 2 – 1    | UEFAネーションズリーグ2024-25                     |
| 132. | 2023年3月26日  | エスタディオ・ダ・ルス、リスボン                     | スコットランド           | 2 – 1  | 2 – 1    | UEFAネーションズリーグ2024-25                     |
| 133. | 2024年10月13日 | ワルシャワ国立競技場、ワルシャワ                     | ポーランド               | 2 – 0  | 3 – 1    | UEFAネーションズリーグ2024-25                     |
| 134. | 2024年11月16日 | エスタディオ・ド・ドラゴン、ポルト                   | ポーランド               | 2 – 0  | 5 – 1    | UEFAネーションズリーグ2024-25                     |
| 135. | 2024年11月16日 | エスタディオ・ド・ドラゴン、ポルト                   | ポーランド               | 5 – 0  | 5 – 1    | UEFAネーションズリーグ2024-25                     |
| 136. | 2025年3月24日  | エスタディオ・ジョゼ・アルヴァラーデ、リスボン       | デンマーク               | 2 – 1  | 5 – 1    | UEFAネーションズリーグ2024-25                     |
| 137. | 2025年6月4日   | アリアンツ・アレーナ、ミュンヘン                     | ドイツ                   | 2 – 1  | 2 – 1    | UEFAネーションズリーグ2024-25                     |
| 138. | 2025年6月8日   | アリアンツ・アレーナ、ミュンヘン                     | スペイン                 | 2 – 2  | 2 – 2    | UEFAネーションズリーグ2024-25                     |

## タイトル

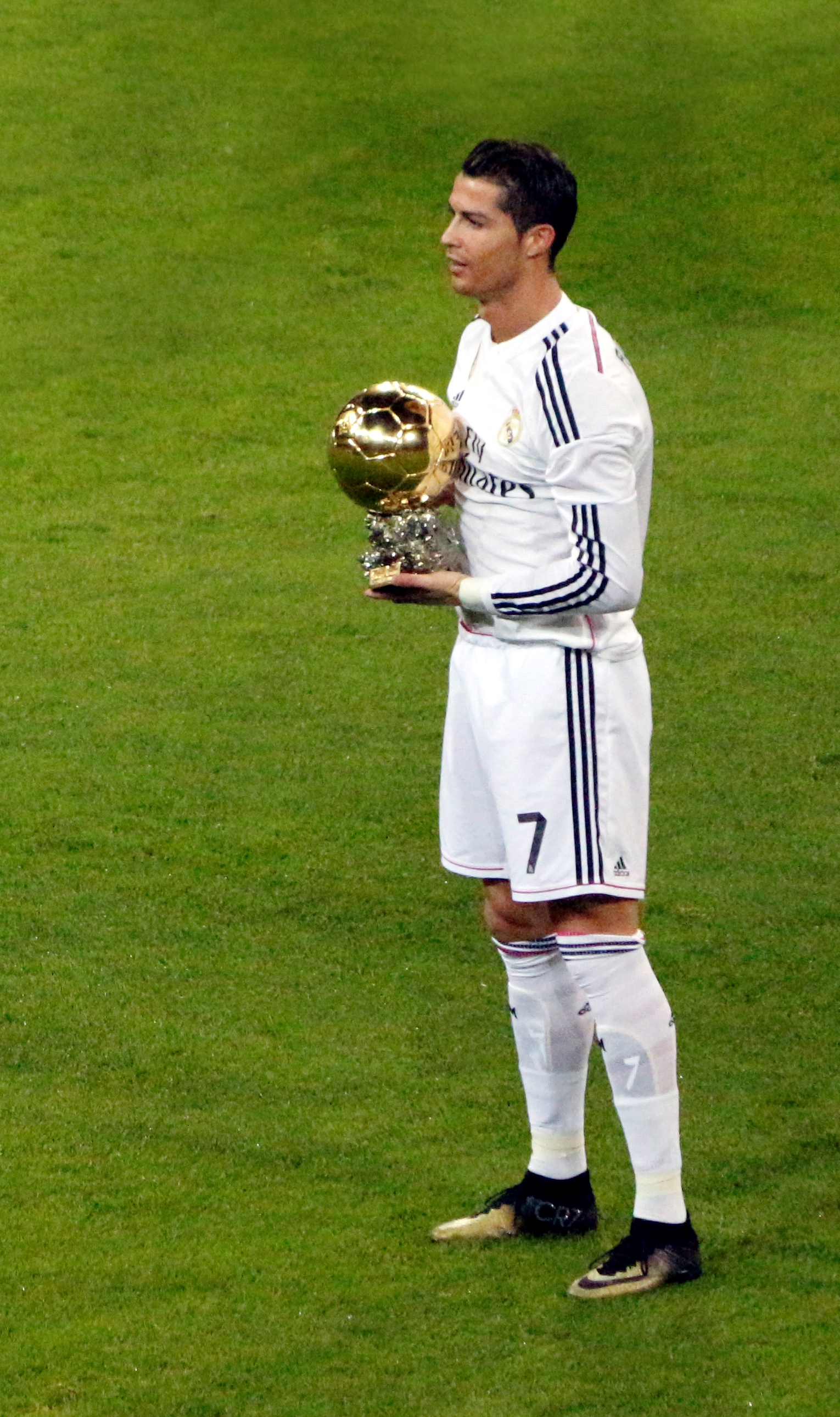
サンティアゴ・ベルナベウでFIFAバロンドール2014をお披露目するロナウド（2015年）

### クラブ
スポルティングCP
- スーペルタッサ・カンディド・デ・オリベイラ：1回（2002）

マンチェスター・ユナイテッド
- プレミアリーグ：3回（2006-07, 2007-08, 2008-09）
- FAカップ：1回（2003-04）
- フットボールリーグカップ：2回（2005-06, 2008-09）
- FAコミュニティ・シールド：2回（2007, 2008）
- UEFAチャンピオンズリーグ：1回（2007-08）
- FIFAクラブワールドカップ：1回（2008）

レアル・マドリード
- プリメーラ・ディビシオン：2回（2011-12, 2016-17）
- コパ・デル・レイ：2回（2010-11, 2013-14）
- スーペルコパ・デ・エスパーニャ：2回（2012, 2017）
- UEFAチャンピオンズリーグ：4回（2013-14, 2015-16, 2016-17, 2017-18）
- UEFAスーパーカップ：3回（2014, 2016, 2017）[要出典]
- FIFAクラブワールドカップ：3回（2014, 2016, 2017）

ユヴェントス
- セリエA：2回（2018-19, 2019-20）
- コッパ・イタリア：1回（2020-21）
- スーペルコッパ・イタリアーナ：2回（2018, 2020）

アル・ナスル
- アラブ・クラブ・チャンピオンズカップ：1回 (2023)

### 代表
ポルトガル代表
- UEFA欧州選手権：1回（2016）
- UEFAネーションズリーグ：2回（2018-19, 2024-25）

### 個人
国際サッカー連盟（FIFA）
- FIFA最優秀選手賞：1回（2008）
- ザ・ベスト・FIFA特別賞（2021）
- ザ・ベスト・FIFAフットボールアウォーズ：2回（2016, 2017）
- FIFAクラブワールドカップゴールデンボール：1回（2016[29]）
- FIFAクラブワールドカップシルバーボール：3回（2008, 2014, 2017）
- FIFAクラブワールドカップ得点王：2回（2016, 2017）
- FIFAプスカシュ賞：1回（2009）
- FIFAワールドカップ ドリームチーム：2018[440]

フランス・フットボール
- バロンドール：3回（2008, 2016, 2017）
- バロンドール・ドリームチーム（2020）

国際サッカー連盟×フランス・フットボール
- FIFAバロンドール：2回（2013, 2014）

国際プロサッカー選手会
- FIFPro 世界年間最優秀選手：1回（2008）

国際サッカー連盟×国際プロサッカー選手会
- FIFA FIFPro World XI：15回（2007, 2008, 2009, 2010, 2011, 2012, 2013, 2014, 2015, 2016, 2017, 2018, 2019, 2020, 2021）

欧州サッカー連盟（UEFA）
- UEFA欧州選手権ベストチーム：3回（2004, 2012, 2016）
- UEFA欧州選手権得点王：2回（2012, 2020）
- UEFAネーションズリーグ得点王：1回 (2024-25)[要出典]
- UEFA EURO 2020ゴールデンブーツ
- UEFA EURO 2016シルバーブーツ[267]
- UEFAアルティメット・チーム・オブ・ザ・イヤー
- UEFAチーム・オブ・ザ・イヤー：15回（2004, 2007, 2008, 2009, 2010, 2011, 2012, 2013, 2014, 2015, 2016, 2017, 2018, 2019, 2020）
- UEFAチャンピオンズリーグ得点王：7回（2007-08, 2012-13, 2013-14, 2014-15, 2015-16, 2016-17, 2017-18）
- UEFAクラブ最優秀FW：1回（2007-08）
- UEFA年間最優秀選手：1回（2007-08）
- UEFA欧州最優秀選手賞：3回（2014, 2016, 2017）
- UEFAチャンピオンズリーグベストチーム：5回（2013-14, 2014-15, 2015-16, 2016-17, 2017-18）
- UEFAチャンピオンズリーグベストゴール：4回（2014-15, 2017-18, 2018-19, 2019-20）
- UEFAネーションズリーグベストイレブン 第1回
- UEFAチャンピオンズリーグ最優秀FW：3回（2007-08, 2016-17, 2017-18）
- UEFAチャンピオンズリーグ特別賞（歴代最多得点）[441]：1回（2024）

プレミアリーグ
- プレミアリーグ月間最優秀選手：6回（2006年11月, 2006年12月, 2008年1月, 2008年3月, 2021年9月, 2022年4月）
- プレミアリーグ得点王：1回（2007-08）
- FAカップ得点王：1回（2004-05）

プロフェッショナル・フットボーラーズ・アソシエーション（PFA）
- PFA年間最優秀若手選手賞：1回（2006-07）
- PFA年間最優秀選手賞：2回（2006-07, 2007-08）
- FWA年間最優秀選手賞：2回（2006-07, 2007-08）
- PFA年間ベストイレブン：5回（2005-06, 2006-07, 2007-08, 2008-09, 2021-22）

ラ・リーガ（LFP）
- トロフェオ・アルフレッド・ディ・ステファノ：4回（2011-12, 2012-13, 2013-14, 2015-16）
- LFP年間最優秀選手賞：2回（2013-14,2016-17）
- LFP最優秀選手：1回（2012–13）
- LFPベストフォワード：1回（2013-14）
- LFPベストゴール：1回（2013-14）
- LFPチームオブザシーズン：3回（2013-14, 2014-15, 2015-16）
- ラ・リーガ月間最優秀選手賞：3回（2013年9月, 2015年5月, 2016年15月）
- ピチーチ賞（ラ・リーガ得点王）：3回（2010-11, 2013-14, 2014-15）
- コパ・デル・レイ得点王：1回（2010-11）

セリエA
- セリエA年間最優秀選手賞：1回（2018-19）[442]
- セリエA最優秀サッカー選手賞：2回（2018-19, 2019-20）[443][444]
- セリエA年間ベストイレブン：3回（2018-19, 2019-20,2020-21）
- セリエA年間最優秀FW賞：1回（2020-21）
- セリエA月間最優秀選手賞：2回（2020年1月、2020年11月）
- セリエA得点王：1回（2020-21）

ヨーロピアン・スポーツ・メディア
- ESMワールドイレブン：9回（2006-07, 2007-08, 2010-11, 2011-12, 2012-13, 2013-14, 2014-15, 2016-17, 2018-19）
- ヨーロッパ・ゴールデンシュー：4回（2007-08, 2010-11, 2013-14, 2014-15）

サウジ・プロフェッショナルリーグ（SPL）
- サウジ・プロフェッショナルリーグ得点王：2回（2023-24,2024-2025)
- サウジ・プロフェッショナルリーグ月間最優秀選手：5回（2023年2月, 2023年7月, 2023年12月, 2024年3月, 2024年5月)

アラブサッカー連盟（UAFA）
- アラブ・クラブ・チャンピオンズカップ得点王：1回 (2023)

### その他の栄誉
- バークレイズ年間最優秀選手賞：2回（2006-07, 2007-08）
- オンズドール：3回（2008, 2013, 2014）
- ワールドサッカー誌年間世界最優秀選手：3回（2008, 2013, 2014）
- ポルトガル最優秀選手：10回
- IFFHS世界得点王：5回（2013, 2014, 2016, 2017, 2019）
- ESPYアワード最優秀国際アスリート：1回（2014）
- BBCオーヴァーシーズ・パーソナリティー・オブ・ザ・イヤー：1回（2014）
- インターナショナル・チャンピオンズ・カップ最優秀選手賞：1回（2013）
- インターナショナル・チャンピオンズ・カップ得点王：1回（2013）
- エンターテイニングチーム賞：1回（2006）
- ブラヴォー賞：1回（2004）
- サー・マット・バスビー・プレイヤー・オブ・ザ・イヤー：4回（2003-04, 2006-07, 2007-08）
- マルカ・レジェンダ：1回（2019）
- ゴールデンフット賞：1回（2020）
- グローブ・サッカー・アワード賞（英語版） 21世紀最優秀選手：1回（2020）[445]
- プラチナ・キナス賞：1回（2024）[446]

## 記録
FIFA
- 世界歴代最多得点（920得点）※2025年1月時点[447]

ラ・リーガ
- レアル・マドリード通算最多得点（451得点）[448]

- 公式戦6シーズン連続50得点（史上初）[449]
- リーガ・エスパニョーラ6シーズン連続30得点（史上初）[127]

セリエA
- セリエA最多連続試合ゴール（11試合連続ゴール）[172]
- プレミアリーグ、ラ・リーガ、セリエAで得点王となった最初の選手[450]

SPL
- サウジ・プロフェッショナルリーグシーズン最多ゴール (35得点)[要出典]
- 異なる4つのリーグで得点王となった最初の選手[要出典]

UEFAチャンピオンズリーグ
- 通算最多得点（134得点、2020-21シーズン終了時点）[451]

- 通算最多アシスト（42アシスト、2020-21シーズン終了時点）[452]
- シーズン最多得点（17得点）[453]

- 2試合連続ハットトリック（史上2人目、決勝トーナメントでは史上初）[454]

国際Aマッチ
- 通算最多出場（200試合、2023年6月時点）[299]

- 通算最多得点（123得点、2023年6月時点）

FIFAワールドカップ
- 大会連続ゴール（史上初、5大会、2006, 2010, 2014, 2018, 2022）
- W杯でハットトリックを記録した最年長の選手（33年130日、2018年大会スペイン戦）

UEFA欧州選手権
- 大会連続ゴール（5大会、2004, 2008, 2012, 2016, 2020）
- 通算最多出場（25試合）[455]
- 通算最多得点（14得点）[289][456]

FIFAクラブワールドカップ
- 通算最多得点（7得点）

## 栄典
- エンリケ航海王子勲章：（ポルトガル共和国）
- けがれなき聖母の受胎勲章：（ブラサンガ家）

## 出演

### CM
- 株式会社MTG 「SIXPAD」 「ReFa ACTIVE」「PAO」
- ＣＬＥＡＲ（ユニリーバ）
- FIFA 18
- 富士ゼロックス 「知的フィールド」編
- スズキ・スイフト（ヨーロッパのみ）
- ワールドサッカー ウイニングイレブン 2008
- ナイキ
- エミレーツ航空
- 日本ケンタッキー・フライド・チキン「本物のうまさを味わおう」
- Armani Jeans
- Emporio Armani

### ゲーム
- 餓狼伝説 City of the Wolves[457]